# Les Aventures de Huckleberry Finn
Pour les articles homonymes, voir Huckleberry Finn (homonymie).
Les Aventures de Huckleberry Finn est un roman picaresque de l'Américain Mark Twain, paru à Londres le 4 décembre 1884 sous le titre The Adventures of Huckleberry Finn, puis à New York en février de l'année suivante sous le titre Adventures of Huckleberry Finn.
Le début et la fin du livre sont trompeurs : reprenant le ton léger des Aventures de Tom Sawyer, mettant en scène des personnages de ce roman, ils donnent à penser que l'on est en présence d'une « suite » et de « littérature pour enfants ». Mais le corps du récit n'a rien d'inoffensif. C'est une terrifiante plongée au plus sombre de la nature humaine, une violente remise en cause des normes sociales et de la religion.
Le narrateur est un jeune garçon qui fuit la « sivilisation » en compagnie d'un esclave échappé. Il raconte leur errance de plus de 1 200 kilomètres sur un radeau descendant le Mississippi. Le regard ingénu que pose l'enfant sur les tares des civilisés rencontrés nourrit la satire virulente d'une société hypocrite, qui inverse les notions de bien et de mal.
Moins connu que Les Aventures de Tom Sawyer (qui est bien, lui, un « livre pour la jeunesse »), Les Aventures de Huckleberry Finn est souvent regardé comme le chef-d'œuvre de Twain, et comme le livre fondateur de la littérature américaine moderne : c'est par le style profondément novateur de ce roman qu'elle aurait commencé à se détacher de la littérature anglaise, pour exister par elle-même. En 2007, une enquête menée auprès de 125 écrivains anglo-saxons classe Les Aventures de Huckleberry Finn cinquième meilleur livre de tous les temps et de tous les pays.

## Résumé
Les commentateurs distinguent volontiers trois parties dans Les Aventures de Huckleberry Finn. Dans la première, l'auteur croit écrire un divertissement pour la jeunesse, une suite des Aventures de Tom Sawyer. Puis, au début du chapitre XVI, il éprouve des difficultés, il cesse d'écrire. C'est à ce moment que son héros remet en question les notions de bien et de mal qu'on lui a enseignées. Il va falloir sept ans à Twain avant de retrouver son élan créatif. Enfin, dans une troisième partie — « volte-face burlesque » très controversée, —, le personnage de Tom Sawyer réapparaît, égoïste, cruel, inconscient. Huck tombe à nouveau sous son influence, et l'auteur revient à l'esprit « Tom Sawyer » du début.

### Chapitres I à XV. Twain croit écrire une suite deTom Sawyer

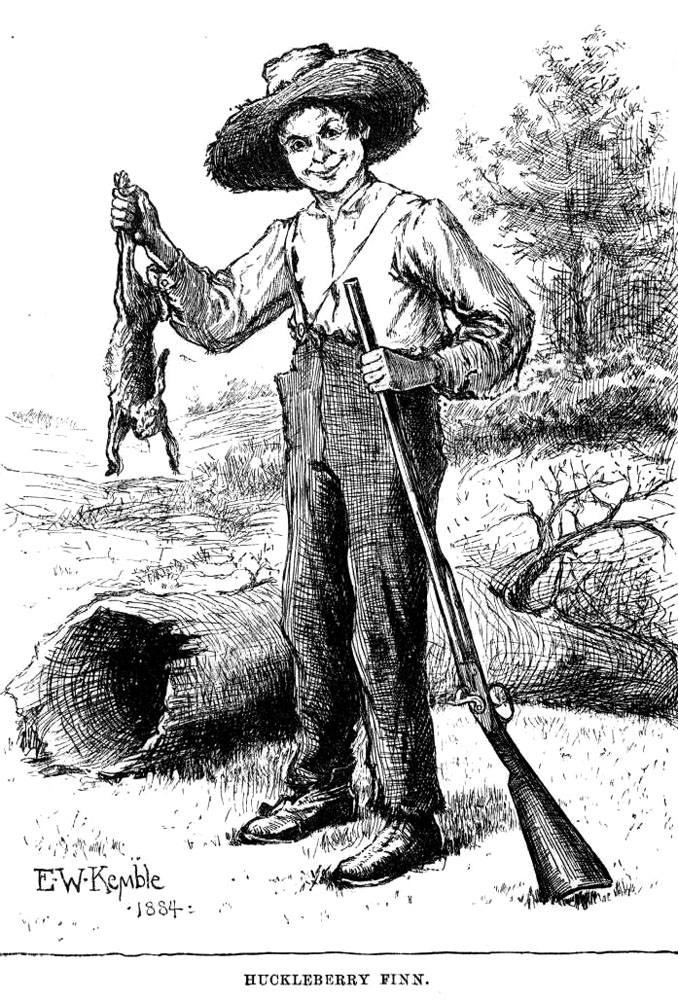
Huck à la chasse, par E. W. Kemble.

À la fin des Aventures de Tom Sawyer, Tom et le jeune vagabond Huckleberry Finn ont découvert douze mille dollars qu'ils se sont partagés. L'argent est maintenant placé à intérêt par le juge Thatcher. Et Huck, dont le père a disparu depuis plus d'un an, est adopté par la veuve Douglas. Celle-ci, aidée de sa sœur miss Watson, entreprend de « siviliser » Huck. Le garçon, qui vivait jusque-là dans un tonneau, apprécie peu de se retrouver engoncé dans de beaux habits neufs, écrasé sous des conventions pesantes.
Le bruit des six mille dollars finit par arriver aux oreilles de son père, qui surgit soudain, se fait confirmer dans la garde de son fils, interdit à celui-ci d'aller à l'école, et engage une procédure contre le juge Thatcher pour lui extorquer l'argent (car Huck a pris soin de vendre sa part au juge pour un dollar).

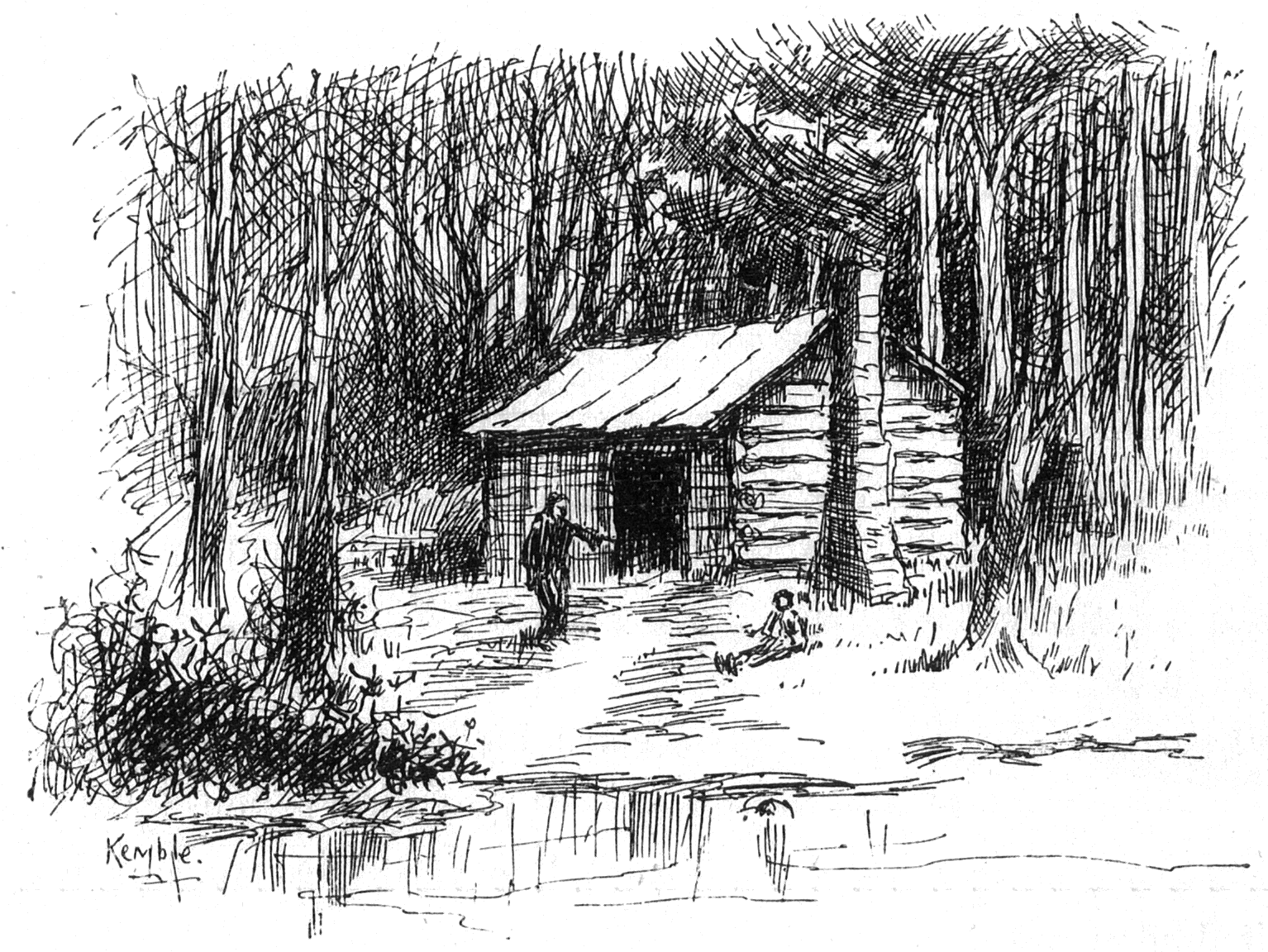
La cabane du vieux Finn.

Au printemps, l'ivrogne attrape son fils par surprise et l'emmène en amont du fleuve, dans une cabane cachée dans les bois, où il le séquestre. Huck s'avoue qu'il préfère cette vie de chasse et de pêche aux contraintes étouffantes qu'il a connues chez la veuve Douglas. Cependant, le vieux Finn abuse de la trique. Dans une crise de delirium tremens, il tente même de tuer son fils. Profitant d'une absence de son père, Huck réussit à sortir de la cabane. « Pour empêcher la veuve et le vieux » de lui courir après, il simule son propre assassinat, et descend le fleuve en canoë jusqu'à l'île Jackson.

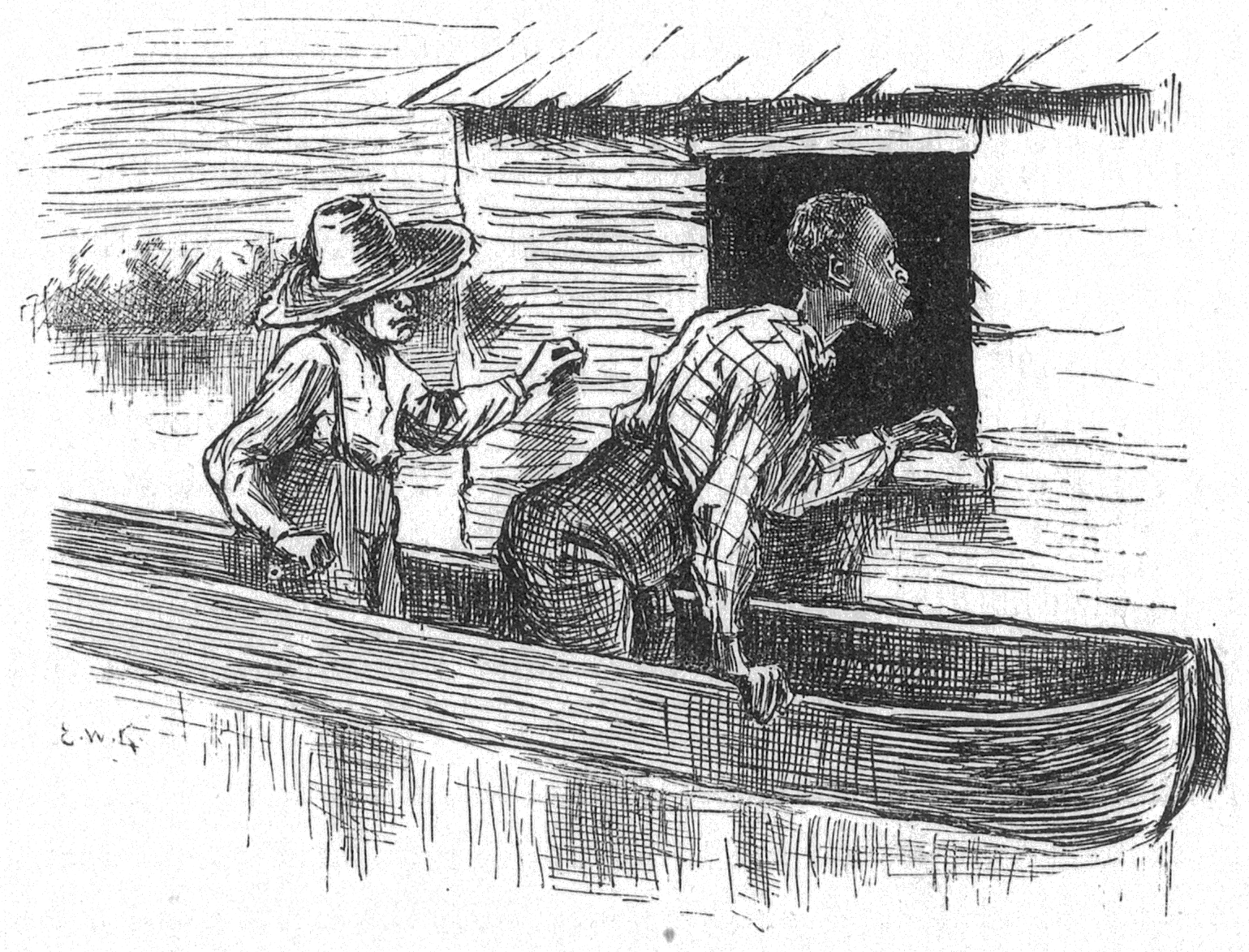
Jim regarde à l'intérieur de la maison qui flotte.

Au bout de quatre jours, il découvre qu'il n'est pas seul sur l'île. Un esclave en fuite s'y cache : le vieux Jim, qui appartient à miss Watson. Huck promet de ne pas le dénoncer.
Un jour, déguisé en fille, Huck retourne à la ville pour avoir des nouvelles. Il apprend que certains soupçonnent Jim de l'avoir tué, car l'esclave a disparu le jour du « meurtre ». Et des hommes, ayant remarqué de la fumée sur l'île Jackson, comptent explorer celle-ci le soir même. Huck regagne précipitamment l'île, et les deux amis prennent la fuite à bord d'un radeau.

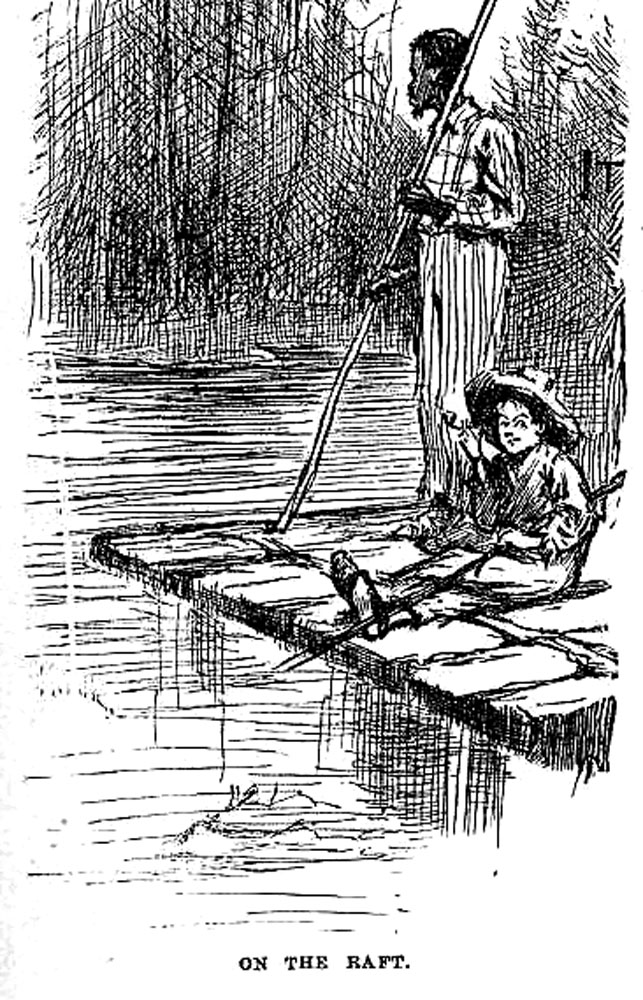
Huck et Jim à bord de leur radeau.

Dormant bien cachés le jour, naviguant la nuit, ils descendent le Mississippi. Ils y rencontrent des trains de bois, des orages magnifiques, des péniches, des vapeurs, mais aussi une maison qui flotte et qui contient un cadavre, ou un navire en train de couler, sur lequel deux bandits s'apprêtent à exécuter un complice indélicat…
Huck et Jim passent Saint Louis. Leur but est de débarquer à Cairo, à la confluence de l'Ohio, d'y vendre leur radeau, d'embarquer sur un vapeur et de remonter la rivière jusqu'aux États abolitionnistes, où Jim sera libre et gagnera de quoi racheter sa femme et ses deux enfants.

Après qu'ils ont été séparés dans la brume, Huck fait croire à Jim que celui-ci a rêvé leur séparation. Il choisit mal son moment pour le mystifier : Jim a été mortellement inquiet de le croire perdu, puis fou de joie de le retrouver. Il se trouve blessé d'une plaisanterie si décalée. Huck doit faire taire les préjugés racistes qu'on lui a inculqués pour se résoudre à aller demander pardon à son meilleur ami. 

« Il m'a bien fallu un quart d'heure pour me décider à aller m'humilier devant un Noir, mais j'ai fini par le faire, et je ne l'ai jamais regretté. Je ne lui ai plus jamais joué de mauvais tour, à Jim, et je ne lui aurais pas joué celui-là si j'avais pu prévoir que cela lui ferait tant de peine. »

 Selon Brandon Burnett, « un important changement » s'opère ici en Huck. Pour de nombreux commentateurs, « l'incident marque un tournant dans le livre ». C'est à ce moment que l'instinct de Huck entre en conflit avec sa « conscience ». Huck peu à peu cesse de considérer Jim comme un esclave. Il s'aperçoit que Jim est dans son propre cœur une personne à part entière. L'auteur lui-même semble découvrir qu'il est en train d'écrire bien plus qu'un roman picaresque : il éprouve des difficultés à continuer son récit. Il ne le termine que sept ans plus tard.

### Chapitres XVI à XXXI. Twain éprouve des difficultés à continuer, puis se relance

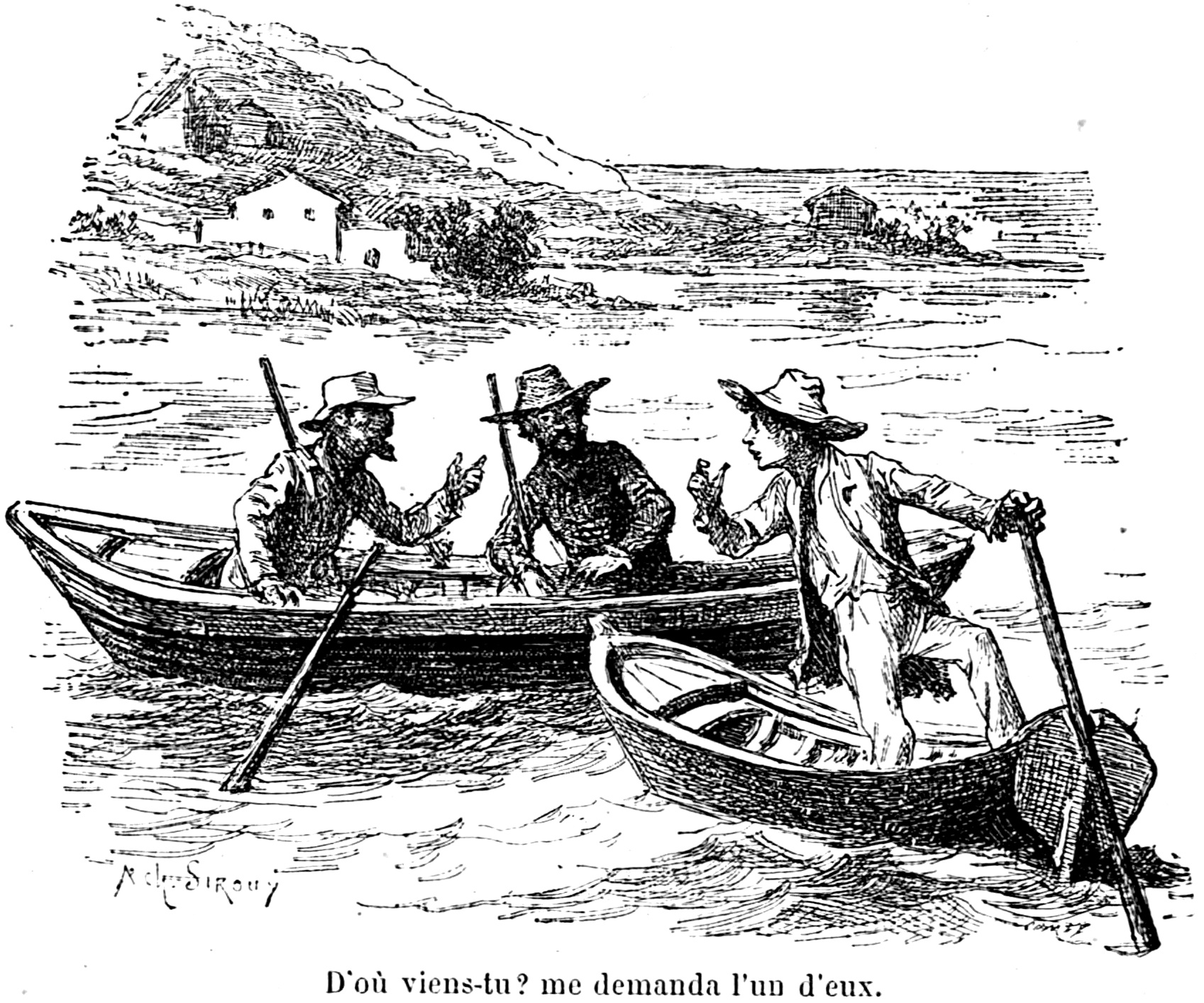
Huck ment aux chasseurs d'esclaves.

La conscience de Huck commence à le tourmenter. Elle lui dit que c'est mal de n'avoir pas dénoncé un esclave en fuite. Le garçon se promet de faire le bien : à la première rencontre, il dénoncera Jim. Seulement, lorsque l'occasion se présente, il se trouve incapable de tenir sa résolution. Au contraire, il ment tant et plus pour protéger son ami.
En raison du brouillard, les deux fugitifs passent Cairo sans la voir. Pour comble de malheur, on leur vole leur canoë, ce qui leur interdit de revenir en arrière. Ils continuent donc à descendre le fleuve.

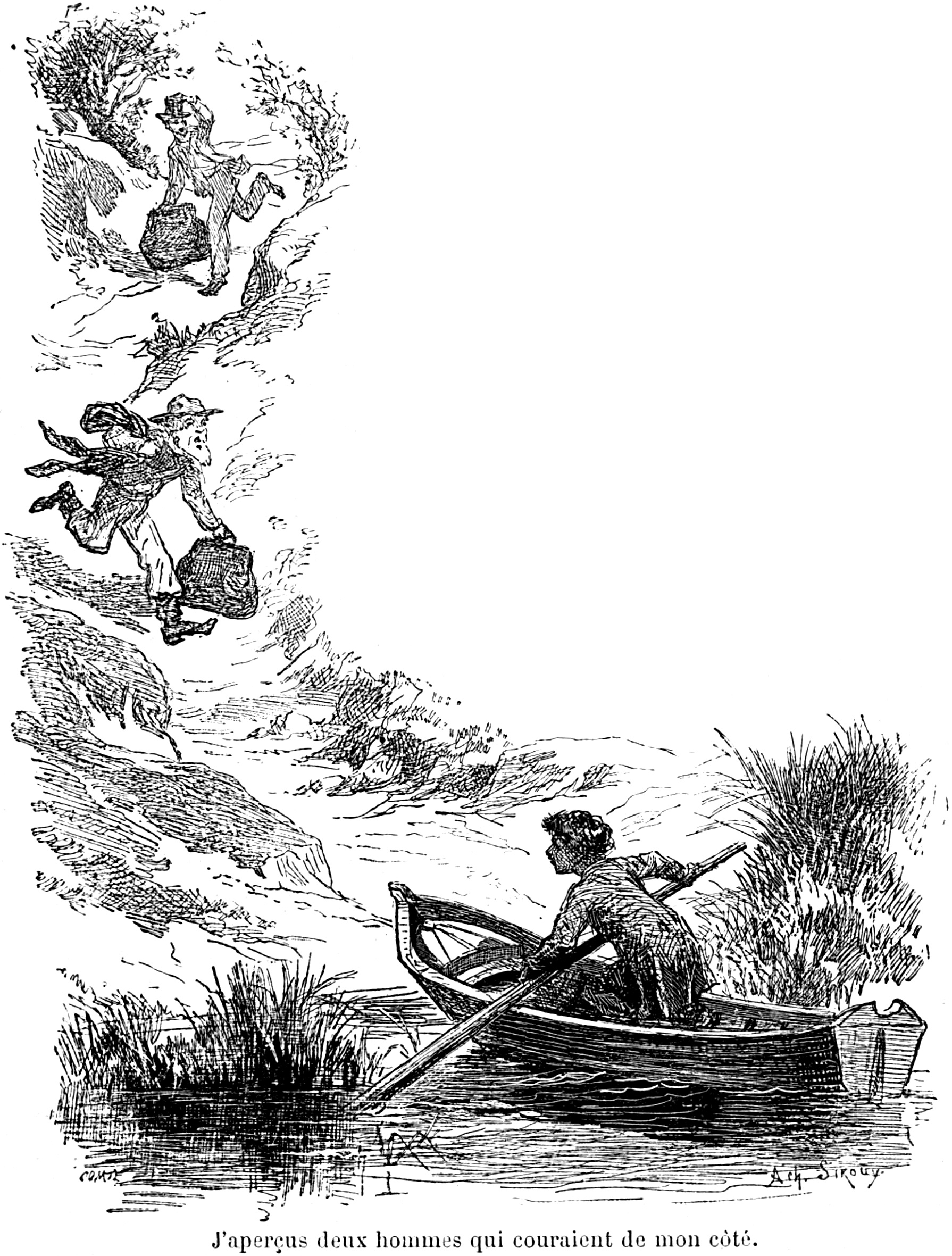
Poursuivis, deux inconnus demandent de l'aide à Huck.

En pleine nuit, le radeau est heurté par un vapeur, et ses deux occupants sont projetés à l'eau. Jim a disparu mais Huck est recueilli par une famille, la famille Grangerford qui, après une réception plus que méfiante, se révèle très chaleureuse. Huck se sent bien dans cette maison coquette, où l'on mange bien et où tout le monde est gentil. Malgré tout, la sauvagerie s'y tapit : cette famille éminemment civilisée est impliquée depuis trente ans dans une sanglante vendetta contre la famille Shepherdson dont on a oublié l'origine. Twain se moque dans ce passage de la prétendue religiosité de ces familles qui vont à l'église écouter des paroles de paix et d'amour avec leurs fusils. 
Néanmoins, Sophia Grangerford est amoureuse de Harney Shepherdson et échange avec lui avec un message caché dans son livre de prière que Huck lit en lui rapportant son livre. Après avoir délivré le message pour Sophia, Huck est emmené dans le marais par l'un des nombreux esclaves de la famille. Parmi les arbres, Huck retrouve Jim, qui dit avoir retrouvé le radeau et qui est en train de le remettre en état. La vendetta prend une tournure tragique lorsque Sophia s'enfuit avec Harney pour être marié par le prêtre des deux familles. La famille Grangerford les prend alors en chasse sans attendre l'arrivée du reste de la famille et sont tous massacrés. Une scène particulièrement sanglante a lieu durant laquelle Buck le fils Grangerford de l'âge de Huck et son cousin du même âge sont pris en chasse par plusieurs Shepherdson adultes qui les massacrent et les laissent mort dans le Mississippi. 
Huck réchappe au massacre et rejoint Jim, qui a retrouvé le radeau, et l'a réparé. Les deux amis reprennent leur descente du grand fleuve où Ils recueillent deux escrocs, dont l'un prétend être le duc de Bridgewater et l'autre Louis XVII afin de se faire servir par Jim et Huck et pour être épargné des corvées .

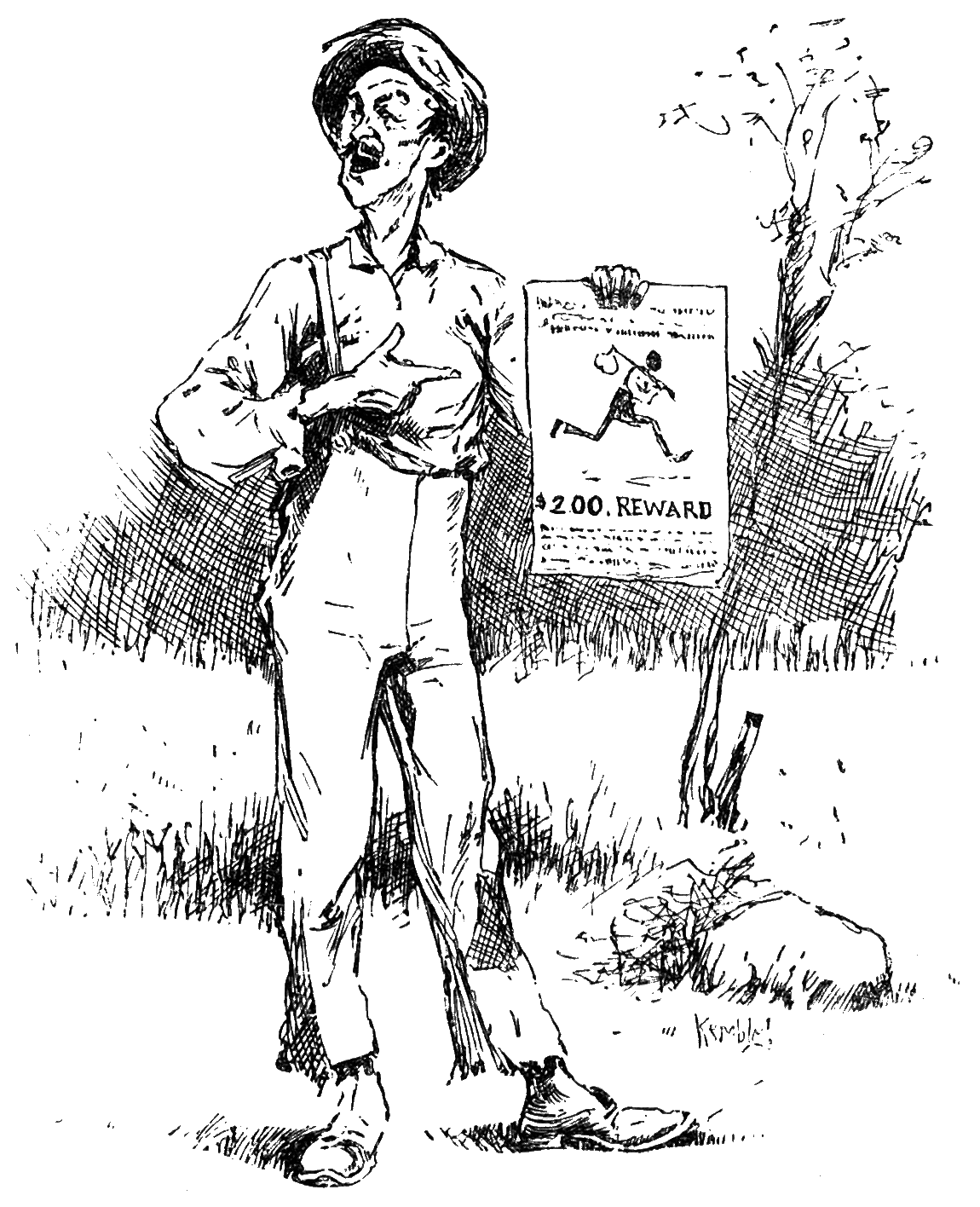
Le duc a imprimé une affichette promettant 200 dollars de récompense pour la capture de Jim.

Les escales permettent aux deux aigrefins de donner la mesure de leur talent, faisant par exemple payer des représentations théâtrales sans contenu ou récoltant des dons dans un camp-meeting pour aller prêcher auprès de pirates dans l'Océan indien, avant de prendre la fuite sur le radeau. Afin de voyager de jour et pour se justifier de voyager avec un "nègre", ils impriment une affiche offrant 200 dollars de récompense pour la capture de Jim. Huck prétend pourtant que Jim lui appartient.

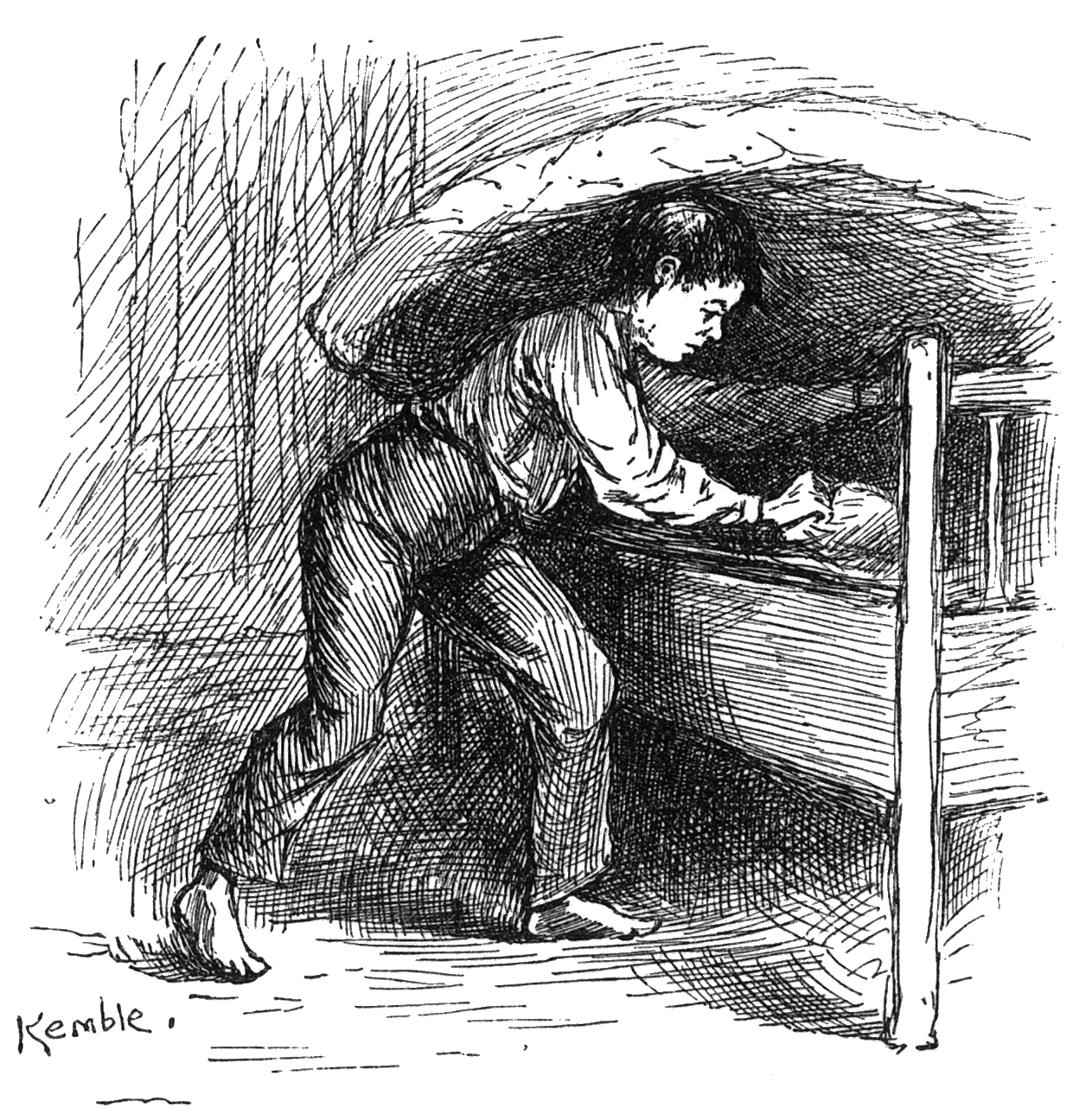
Huck s'empare de l'or caché par les deux escrocs.

Dans une petite ville, le roi et le duc se font passer pour les frères d'un tanneur décédé la veille. Il laisse un bel héritage, dont 6 000 dollars en or à partager entre ses deux frères et ses trois filles. Celles-ci confient leur part aux deux escrocs, pour placement. Mais Huck est touché de la délicatesse des orphelines à son égard. Il s'empare des 6 000 dollars et les cache dans le cercueil. Deux jours après les obsèques, on voit débarquer deux hommes qui se présentent à leur tour comme les frères du défunt. Lequel, selon eux, porte un tatouage sur la poitrine. Voilà qui devrait permettre de confondre les imposteurs. Les villageois se dirigent donc vers le cimetière pour déterrer le cadavre, en entraînant fermement les escrocs et Huck à des fins de lynchage. Mais la découverte des pièces d'or provoque une telle confusion que tous trois réussissent à s'enfuir et à rejoindre le radeau. Huck avait néanmoins prévenu l'une des filles du Tanneur afin de lui éviter de se faire escroquer. Huck rejoint rapidement le radeau et espère s'échapper sans les deux escrocs mais ils parviennent à remonter sur le radeau et se mettent à se disputer pour savoir lequel des deux a trahi l'autre.

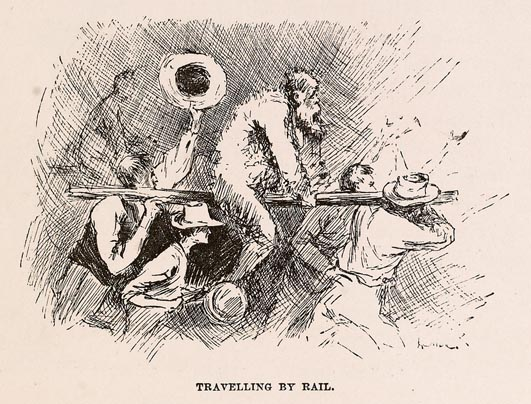
Le roi et le duc, recouverts de goudron et de plumes.

La navigation reprend son cours vers le sud. Le roi et le duc continuent leurs mauvais tours dans les villages de rencontre. À Pikesville, le roi vend Jim, en produisant l'affiche le disant évadé d'une imaginaire plantation de La Nouvelle-Orléans. Huck apprend que le malheureux est emprisonné chez un certain Silas Phelps, en attendant que son propriétaire se manifeste.
Huck est à nouveau torturé par sa conscience. Elle lui reproche à nouveau d'avoir aidé un esclave à se libérer : « Je me suis dit que le Bon Dieu savait bien que je volais le Nègre d'une pauvre vieille qui ne m'avait jamais fait de mal, et qu'Il ne permettrait pas que je continue à agir de cette façon. Je me sentis le plus perdu des pécheurs… » L'enfant comprend que son silence le mène « droit en enfer ». Il écrit donc une lettre à miss Watson pour l'informer du lieu où se trouve son esclave : « Pour la première fois de ma vie, je me sentais la conscience tranquille. » Mais bientôt lui revient en mémoire la vie sur le radeau avec Jim, faite de bavardages, de chants, de rires : Jim continuant à veiller pour que lui puisse dormir ; Jim se mettant toujours en quatre pour lui ; Jim tout heureux de le retrouver après l'avoir cru perdu ; Jim disant que Huck est son meilleur ami au monde, son seul ami ; Jim exprimant sa reconnaissance quand Huck le sauve des chasseurs de primes… Alors Huck déchire sa lettre, en proclamant : « Tant pis ! J'irai en enfer ! » Il se dit qu'après tout, le péché, c'est dans sa ligne, et qu'il va s'y tenir. Il arrachera Jim à l'esclavage.

### Chapitres XXXII à XLIII. Les derniers chapitres controversés

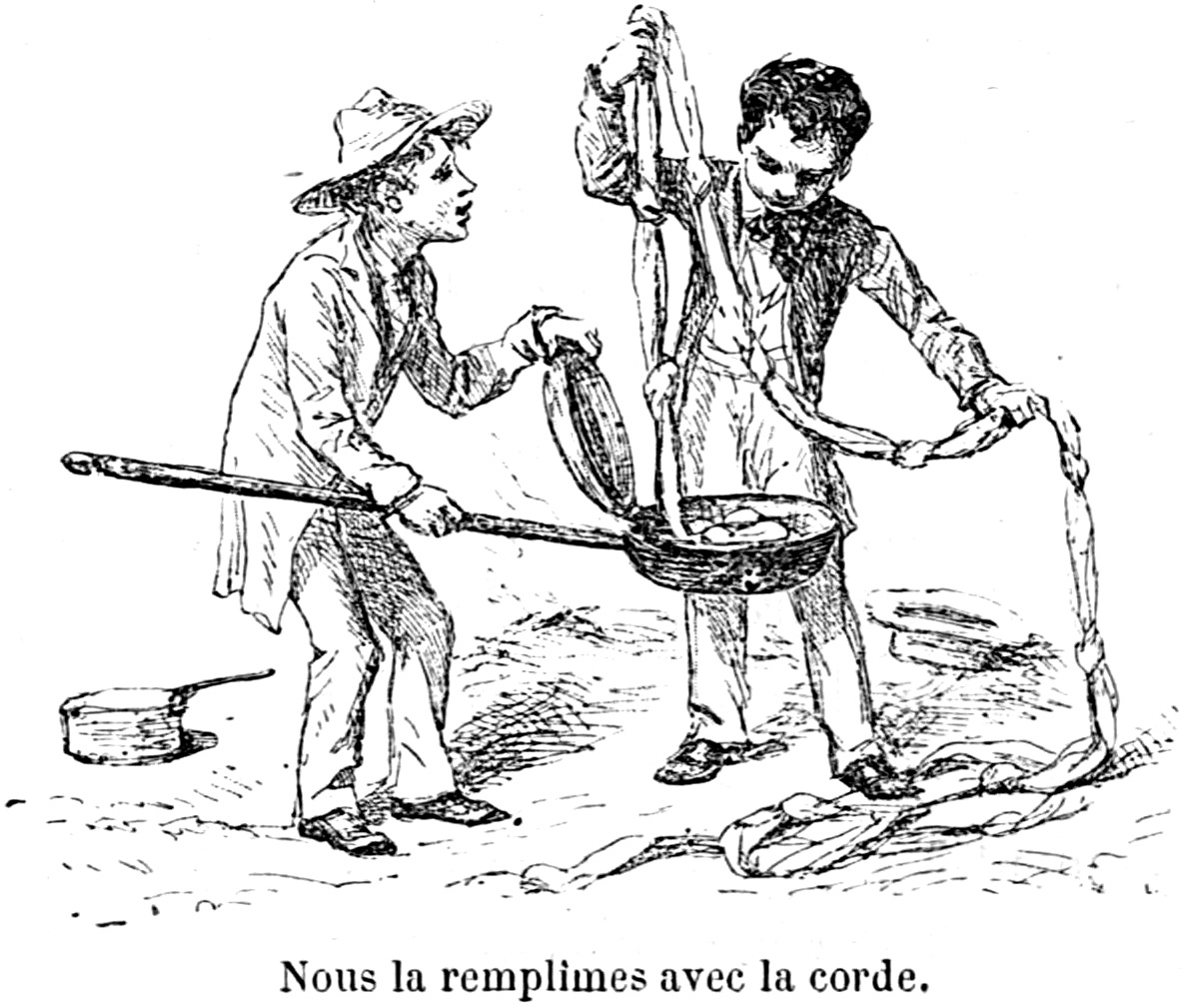
Pour aider Jim à s'évader, Huck et Tom confectionnent un pâté garni d'une corde faite avec un drap de tante Sally.

Il se présente sans plan précis chez Silas Phelps qui, par un hasard extraordinaire, se trouve être l'oncle de Tom Sawyer, justement attendu ce jour-là. Huck est pris pour Tom et, lorsque Tom arrive enfin, il ne lui reste plus qu'à se faire passer pour son demi-frère Sid.
Tom accepte d'aider son ami à délivrer l'esclave, ce qui étonne grandement Huck, car Tom est bien élevé. Cependant Tom, féru de romans d'aventures, transforme cette entreprise qui s'annonçait facile en un jeu consistant à semer sous leurs propres pieds les plus invraisemblables embûches et les plus réels dangers. Il complique si bien les choses qu'en cours d'évasion ils se retrouvent tous trois pourchassés par seize hommes armés qui leur tirent dessus et blessent Tom au mollet. Jim refuse tout net de continuer de fuir et reste pour soigner Tom, en compagnie d'un médecin que Huck a fait venir. Le médecin l'ayant dénoncé, Jim est repris au chevet de Tom. Il est injurié, molesté, jeté dans sa prison lourdement enchaîné.
Lorsque Tom reprend ses esprits, il avoue qu'il n'a fait évader l'esclave que par jeu : il savait que Jim était libre depuis deux mois, sa propriétaire miss Watson l'ayant affranchi dans son testament juste avant de mourir. Jim quant à lui révèle à Huck que le cadavre aperçu dans la maison qui flottait, au début de leur odyssée, était celui de son père. Pour éviter que l'on ne cherche encore une fois à le civiliser, Huck se dispose à repartir.

## Personnages

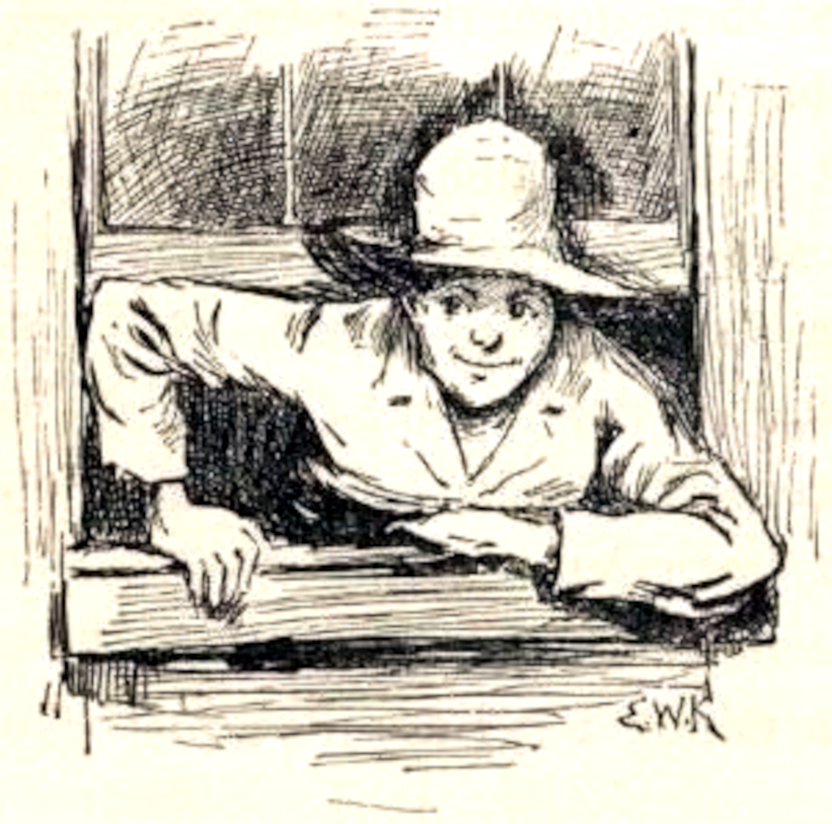
Huck se glisse par la fenêtre de sa chambre.

- Huckleberry Finn, dit Huck, âgé de treize ou quatorze ans[13], est un vagabond sans famille (son père a disparu)[14], déjà présent dans Les Aventures de Tom Sawyer. Il n'a aucun goût pour la vie dans une maison, pour les beaux habits, pour l'école. Il apparaît beaucoup plus sympathique que Tom Sawyer, n'étant ni égoïste ni vaniteux ni domestiqué comme celui-ci.
- Tom Sawyer, orphelin, camarade de Huck. « Capitaine » d'une bande de chenapans. Ses lectures inspirent leurs jeux. Car, à l'instar de don Quichotte, dont il se réclame, il enjolive considérablement la réalité. Délivrer Jim serait une entreprise toute simple si Tom ne se mêlait d'y ajouter toutes sortes de difficultés (comme creuser un tunnel plutôt que déclouer une planche, et le creuser au couteau plutôt qu'à la pelle et à la pioche…) Le pauvre prisonnier voit le projet d'évasion se transformer en cauchemar. Il doit avoir une plante, baptisée Pitchiola, et l'arroser avec ses larmes (un oignon lui est fourni). Pour dissimuler de la sciure, il doit la manger. Sa geôle doit impérativement être peuplée d'araignées, de punaises, de scarabées, de chenilles, de quinze rats, de serpents (il échappe de justesse au nid de guêpes) auxquels il doit jouer de la guimbarde et avec lesquels il doit partager sa couche. Il doit tenir un journal écrit avec son sang sur la deuxième chemise d'oncle Silas, à chaque fois que les rats le mordent. Il doit dormir sur une meule cachée dans son matelas, et graver sur cette meule ses armoiries, sa devise et la mention « Ici, sans foyer, sans amis, après trente-sept ans d'amère captivité, a péri un noble étranger, fils naturel de Louis XIV[15]. »

- Polly, tante de Tom Sawyer.

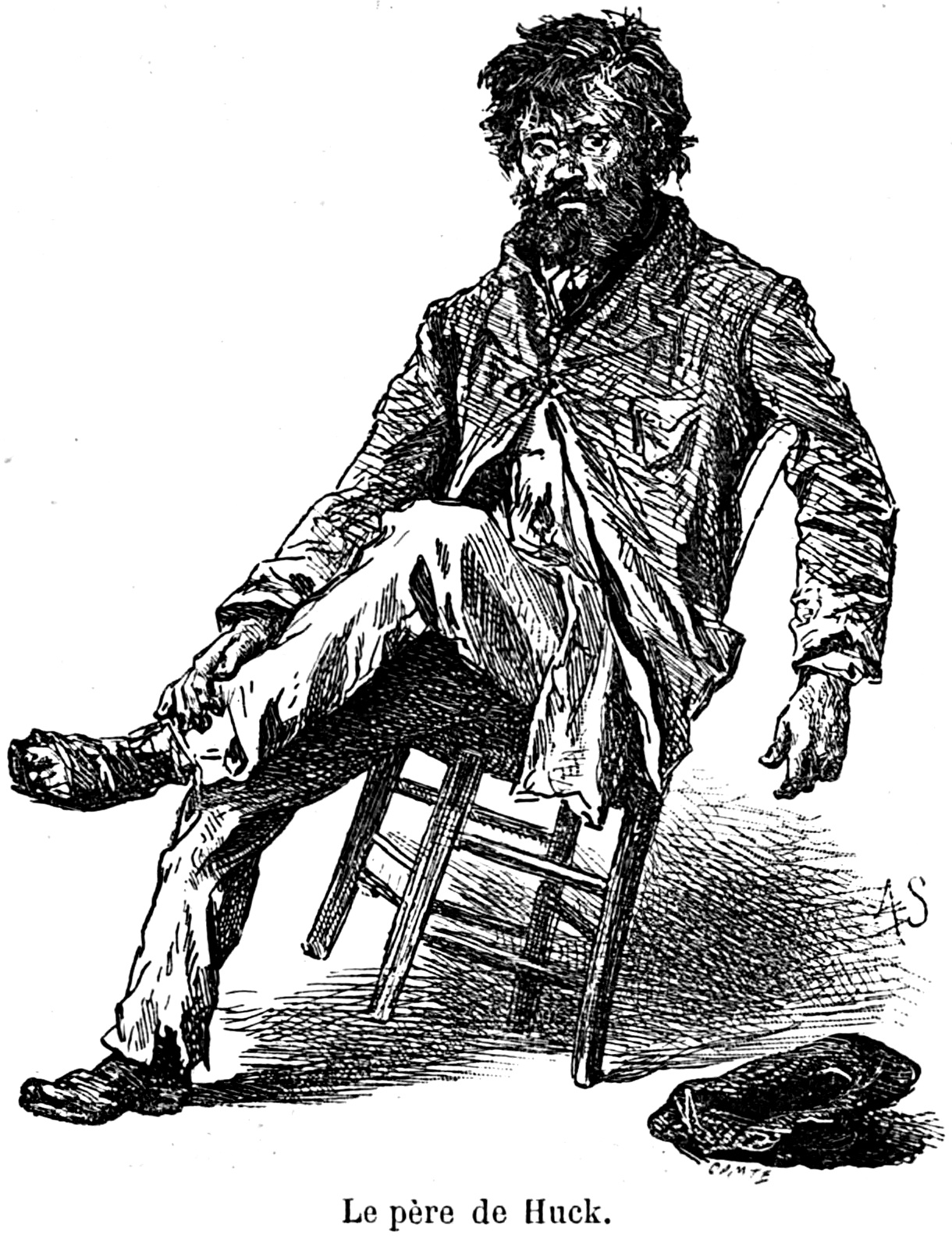
Le vieux Finn, père de Huck.

- La veuve Douglas, « à cheval sur les principes[16] ».
- Le vieux Finn, père de Huck, presque cinquante ans. Homme des bois inculte, alcoolique, violent, cupide, procédurier et raciste. Quand la boisson le travaille, il se lance dans des diatribes grandioses : tout est la faute du gouvernement et des Noirs.
- Le juge Thatcher gère l'argent de Huck et de Tom jusqu'à leur majorité.
- Miss Watson, vieille fille sèche à bésicles, sœur de la veuve Douglas. Elle apprend à Huck à lire, à compter jusqu'à « six fois sept, trente-cinq », et tente de lui inculquer les vertus chrétiennes.
- Jim, esclave de miss Watson. Sa femme et ses deux enfants, Lizabeth et Johnny, sont aux mains d'autres propriétaires. Connaissant tous les signes, il a une grande réputation auprès des autres esclaves. Le succès lui monte quelque peu la tête : il travaille moins. Discret, mais généreux, attentionné. « Intelligent, dit Jean-Marc Gouanvic, autonome, débrouillard, autoritaire, sensible[17]. » Le personnage est inspiré à Twain par son ami John Lewis[18]. Claude Grimal s'avoue déconcertée par le cheminement réservé par Twain à ce personnage : « Il apparaît purement comique au début, mais au cours du récit se transforme en homme sensible, courageux, en compagnon à la fois paternel et maternel de Huck. Puis, soudain, chez les Phelps, il redevient le « négro » de comédie, crédule et obéissant. Ce personnage actif qui conquiert de haute lutte sa liberté, sa personnalité, et apparaît petit à petit comme un être humain exemplaire, se retrouve dans les dernières pages ridiculisé et soumis […] Même si on admet que Twain veut par là présenter allégoriquement le seul rôle accordé aux Noirs par les Blancs, on doit juger aussi que, ce faisant, l'auteur sabote le personnage complexe qu'il vient de créer et détruit l'atmosphère qu'il a construite[19]. »

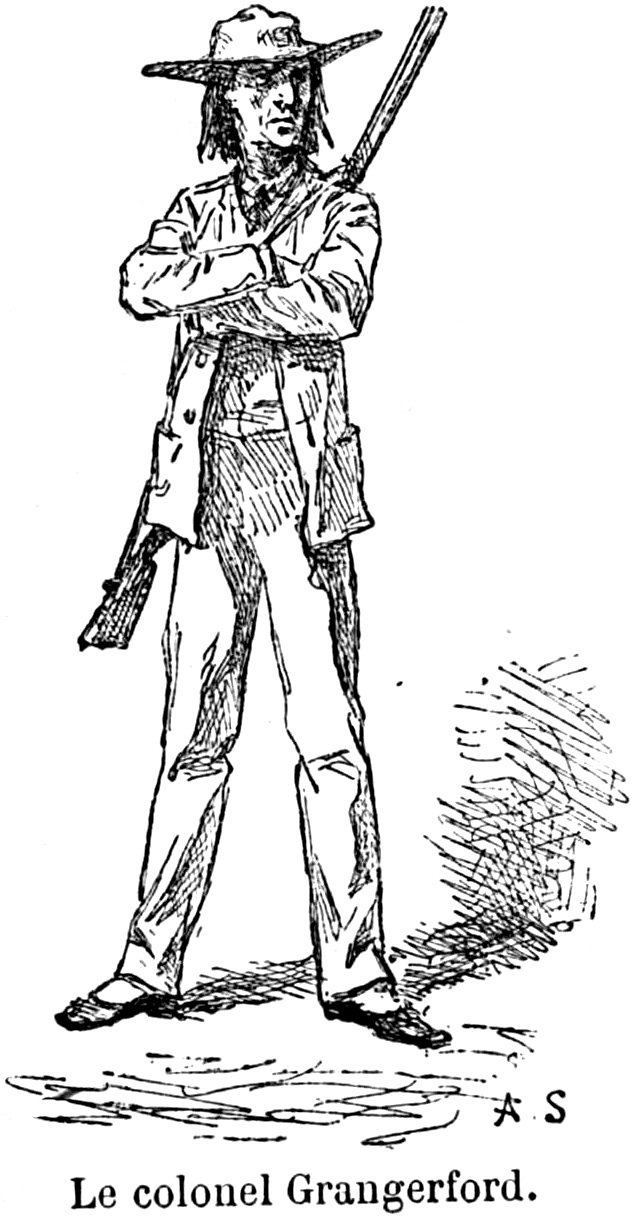
Le colonel Grangerford.

- Joe Harper, Ben Rogers, Tommy Barnes : membres de la bande de Tom Sawyer.
- Judith Loftus, fine mouche établie depuis peu à Saint Petersburg.
- Jim Turner, Bill, Jake Packard : bandits.
- Colonel Saül Grangerford, environ soixante ans. Propriétaire de plusieurs fermes, il possède plus de cent esclaves. « Des yeux très noirs, enfoncés si profond qu'on aurait dit qu'il vous regardait du fond d'une caverne[20]. » Rien de frivole dans son aspect. Très bienveillant ; mais, quand « les éclairs partaient de dessous ses sourcils, on avait envie de grimper en haut d'un arbre d'abord, avant de demander ce qu'il y avait[20] ».
- Bob et Tom Grangerford, la trentaine, fils du colonel.
- Rachel Grangerford, épouse du colonel.
- Buck Grangerford, treize ou quatorze ans, le plus jeune fils du colonel.
- Charlotte Grangerford, vingt-cinq ans, fille du colonel, belle, « grande, fière et majestueuse, très bonne, quand il n'y avait rien pour la mettre en colère[21] ».
- Sophia Grangerford, vingt ans, fille du colonel, « aimable et douce, comme une tourterelle[21] » (sa conduite va provoquer l'anéantissement de sa famille).
- Emmeline Grangerford, fille du colonel morte à quinze ans. Elle collectionnait les annonces de décès et d'accident, ainsi que les articles évoquant des cas de constance dans le malheur. Artiste romantique, elle a laissé dans la maison des tableaux morbides et des poèmes macabres. Elle est morte de n'avoir pu trouver une rime pour le nom d'un défunt. « Étant donné ses dispositions, songe Huck, elle est mieux au cimetière qu'ici[22]. »
- Jack, esclave attribué à Huck chez les Grangerford.
- Harney Shepherdson, jeune homme du clan ennemi des Grangerford.

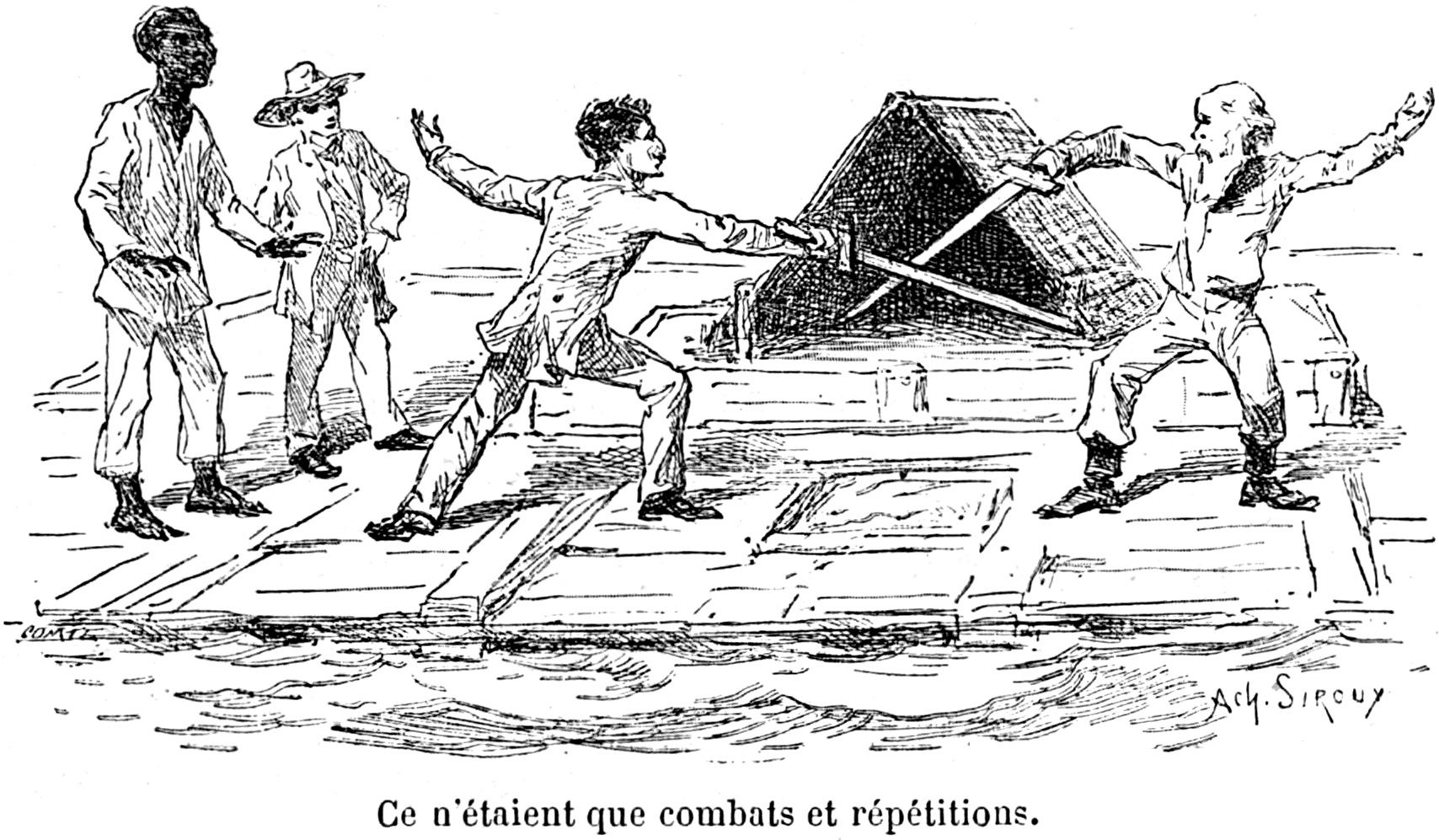
« Le duc » et « le roi » répètent un de leurs spectacles.

- « Le duc », environ trente ans, chevalier d'industrie se présentant comme le duc de Bridgewater. On doit l'appeler « Votre Grâce », « Monseigneur » ou « Votre Seigneurie ». Typographe et conférencier, il est également pharmacien (il vend un produit qui enlève le tartre dentaire, et l'émail avec). Il est aussi acteur (sous le nom de Garrick le Jeune, de Londres). Il s'occupe d'hypnotisme et de phrénologie (sous le nom de docteur Armand de Montalban, de Paris). Il enseigne le chant et la géographie. Il a une baguette magique permettant de dissiper les maléfices, ou de découvrir des sources et des mines d'or…
- « Le roi », soixante-dix ans ou plus, chevalier d'industrie prétendant être Louis XVII. On doit l'appeler « Votre Majesté ». Son complice le nomme plus simplement « Capet ». Médecin, il pratique l'imposition des mains, notamment pour traiter le cancer et la paralysie. Il dit la bonne aventure et mène des campagnes de tempérance. Il est en outre prédicateur, missionnaire et organisateur de camps religieux.

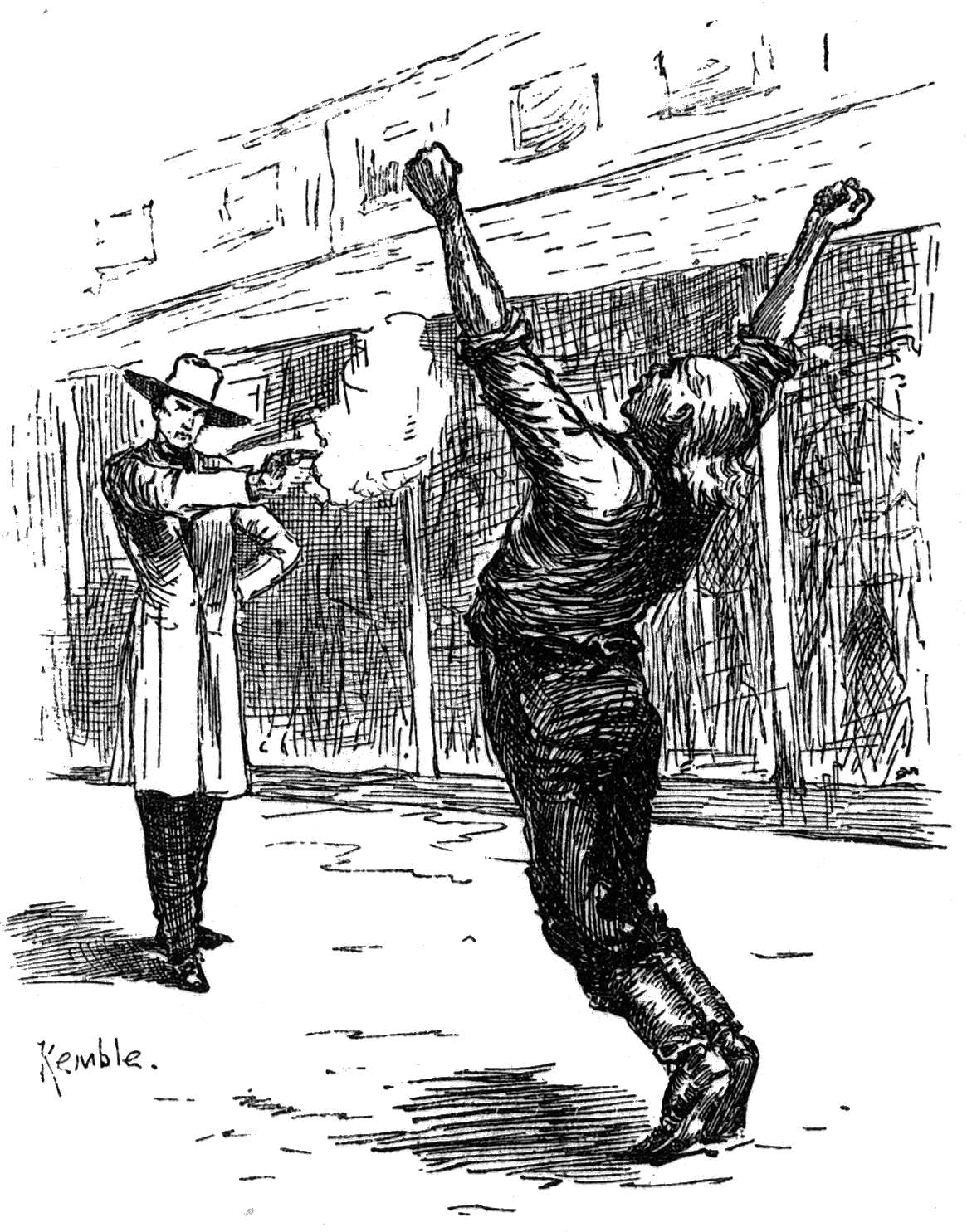
Le colonel Sherburn tue l'inoffensif vieux Boggs.

- Hank, Bill, Jack, Ben, Lafe Buckner : jeunes oisifs pouilleux de Bricksville. La cruauté gratuite sur les animaux est leur passe-temps préféré.
- Le vieux Boggs, campagnard ivrogne. Depuis vingt ans, quand il est saoul, il menace chacun de lui régler son compte. Il n'a jamais fait de mal à personne.
- Colonel Sherburn, environ cinquante-cinq ans, commerçant, l'homme le mieux habillé de Bricksville. Beaucoup de sang-froid.
- Mary Jane Wilks, dix-neuf ans, rousse, fille de Peter, tanneur aisé qui vient de mourir. Mary Jane se montre très hospitalière à l'égard de Huck, prenant sa défense avec beaucoup de tact. Elle est loin de le laisser insensible : « Vous direz ce que vous voudrez, mais cette fille, à mon avis elle était tout sentiment. Et pour la beauté — et la bonté aussi —, les autres pouvaient toujours s'aligner ! Je ne l'ai jamais revue, mais j'ai pensé à elle des millions et des millions de fois[23]. » Elle déplore que les esclaves de son père soient séparés à tout jamais — la mère vendue dans le sud, les enfants vendus dans le nord —, mais elle n'intervient pas en leur faveur.
- Susan Wilks, quinze ans, sœur de Mary Jane.
- Joanna Wilks, dite « Bec-de-lièvre », quatorze ans, sœur de Mary Jane. Suspicieuse, elle ne s'en laisse pas conter, tournant et retournant sur le gril les mensonges de Huck.
- Docteur Robinson, médecin, ami de feu Peter Wilks. Une mâchoire carrée.

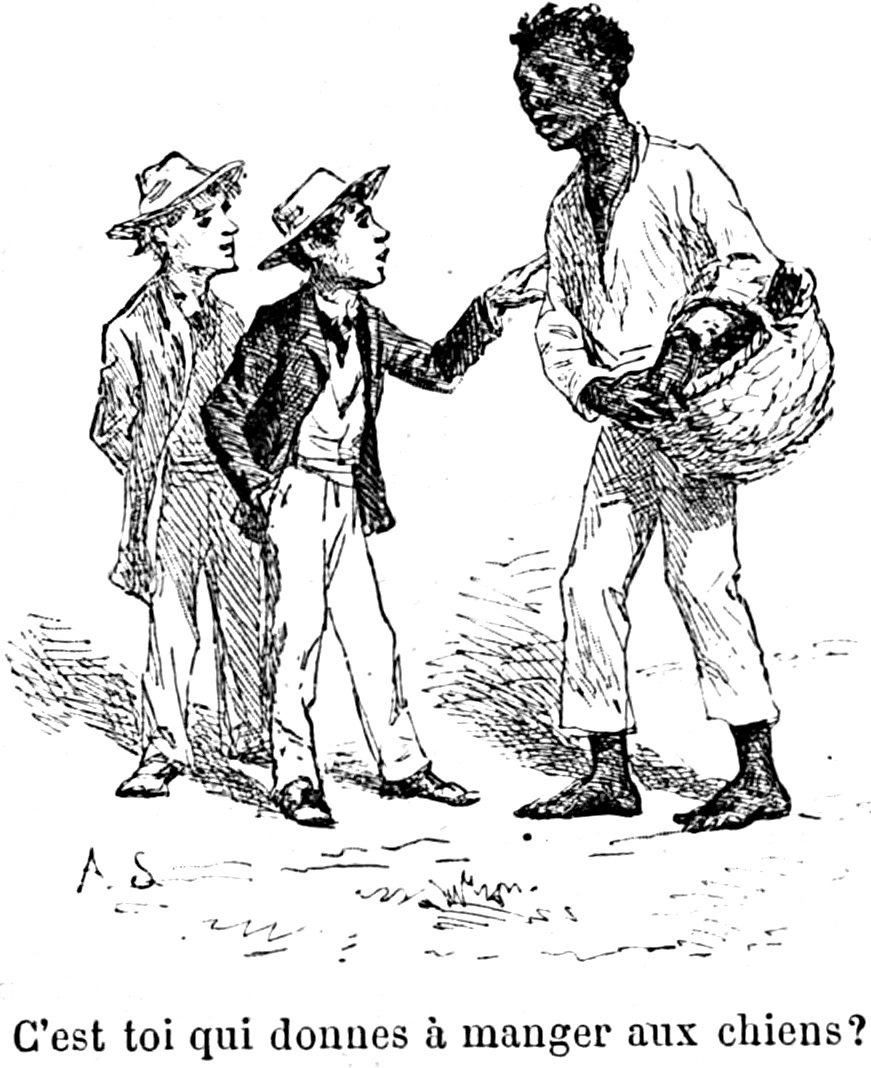
Nat, l'esclave chargé de nourrir Jim.

- Le croque-mort. Souple, glissant, doucereux, « moins souriant qu'une porte de prison[24] ». Se déplace à pas feutrés, comme un chat. Se fait comprendre par gestes, petits signes et hochements de tête. S'il consent à s'exprimer, c'est « dans une sorte de souffle rauque[25] ». Très populaire dans toute la ville.
- Himes, énorme gaillard.
- Silas Phelps, planteur de coton et scieur, oncle de Tom Sawyer.
- Tante Sally, épouse de Silas Phelps.
- Nat, esclave chargé de nourrir Jim. Très superstitieux, il croit être sujet à des hallucinations. Les mensonges de Tom veillent à le conforter dans cette erreur.
- Mrs Hotchkiss, Mrs Damrel, Mrs Utterbach, Penrod, Mrs Dunlap, Hightower, Marples, Mrs Ridgeway : voisins des Phelps.

## Époque et lieux du roman

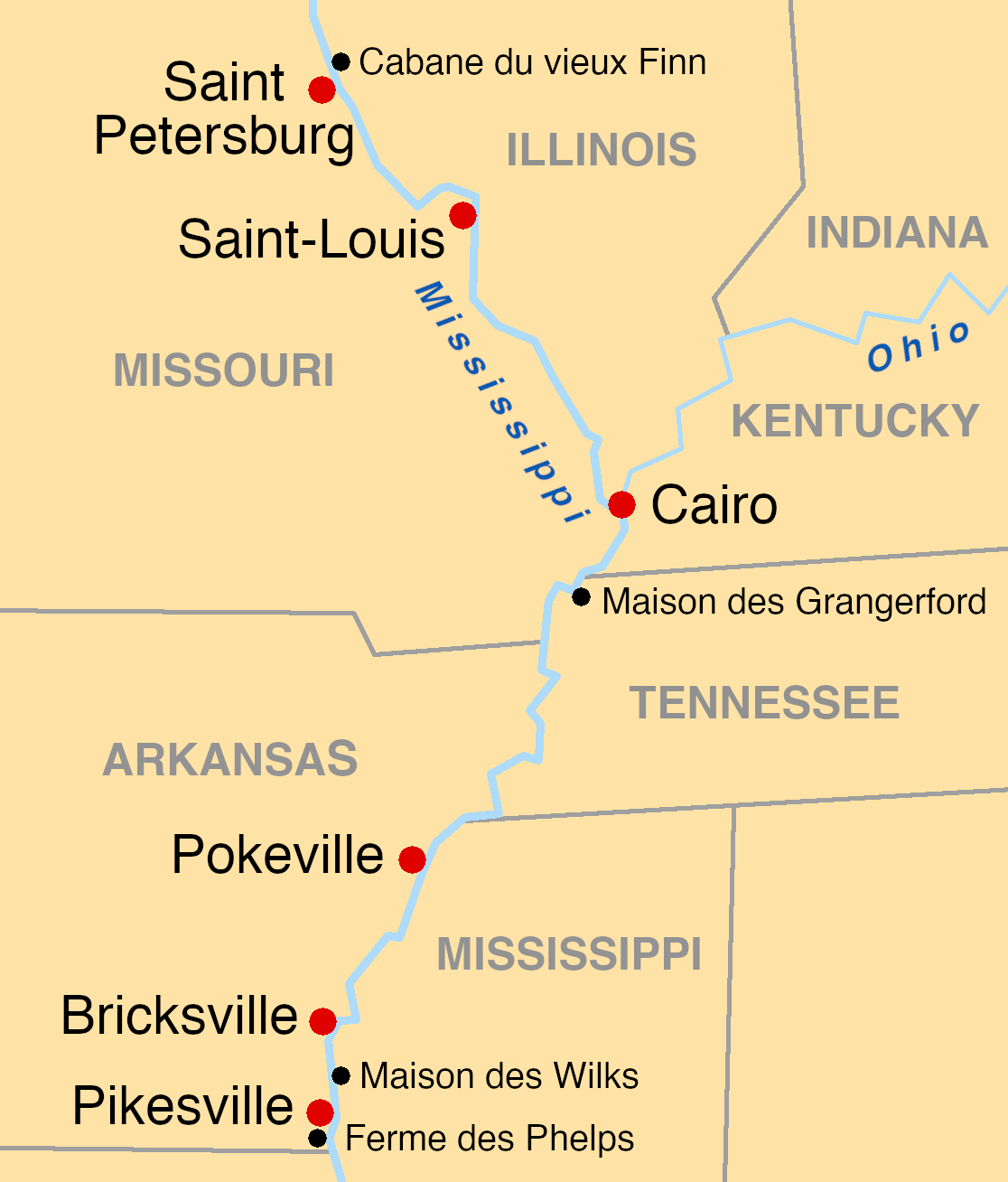
Le périple de Huck sur le Mississippi, de la cabane de son père à la ferme des Phelps.

L'action se situe dans les années 1840, c'est-à-dire une vingtaine d'années avant la guerre de Sécession, une quarantaine d'années avant la parution du livre.
Huck vit dans le Missouri (État parfois considéré comme faisant partie du Sud). L'esclavage y est autorisé depuis le compromis du Missouri de 1820. La ville imaginaire de « Saint Petersburg » est inspirée de Hannibal, village où Mark Twain a passé son enfance. Hannibal se trouve au nord-est de l'État, à quelque 150 kilomètres en amont de Saint Louis, sur les bords du Mississippi, qui sépare le Missouri de l'Illinois.
La cabane du vieux Finn, point de départ de Huck, se cache sur la rive gauche du fleuve, en Illinois, à cinq kilomètres en amont de Saint Petersburg. « L'île Jackson », en aval de Saint Petersburg, correspond à Glassok Island, aujourd'hui disparue. La propriété des Grangerford se trouve non pas dans l'Arkansas comme l'a écrit par erreur l'éditeur américain, mais dans le nord du Tennessee, à trois kilomètres de la frontière du Kentucky. Les localités où le radeau fait escale (Pokeville, Bricksville…) sont fictives. Twain ne précise pas si Pokeville se trouve sur la rive droite (dans l'Arkansas) ou gauche (dans le Mississippi). Même imprécision en ce qui concerne la maison des Wilks. La ferme des Phelps, le point d'arrivée de Huck, est à trois kilomètres en aval de Pikesville, village imaginaire du sud de l'Arkansas. Tante Polly parle d'un voyage de 1 100 miles, ce qui situerait la ferme des Phelps entre Baton Rouge et La Nouvelle-Orléans. Il s'agit d'une erreur de Twain. Par le fleuve, il y a quelque 770 miles (1 240 kilomètres) de la cabane du vieux Finn à la ferme des Phelps.

## Genèse

### Contexte
Claude Grimal précise que Huckleberry Finn est peut-être un roman « sur l'éveil d'une conscience, celle de Huck ». Et, parmi les « difformités » de la société, « la plus monstrueuse » qu'il va rencontrer, celle qui va constituer son expérience essentielle, « le forcer à prendre des décisions morales graves, c'est bien l'esclavage ».
La guerre de Sécession se termine en avril 1865. En décembre, l'esclavage est aboli aux États-Unis. Mais les tentatives d'associer les Noirs à la vie politique et économique restent vaines. Les États du Sud mettent en place une législation, les Black Codes, qui privent les Noirs du droit de vote. Le 14e amendement à la Constitution américaine, en 1868, accorde la citoyenneté à toutes les personnes nées ou naturalisées aux États-Unis, et leur garantit une « égale protection des lois ». Le 15e amendement, en 1870, garantit le droit de vote, sans distinction de race.
Twain commence Huckleberry Finn en 1876. C'est à partir de cette année-là que les lois Jim Crow imposent la ségrégation raciale — qui ne sera pas abolie avant les années 1960. À nouveau, les Noirs sont exclus. « Ce contexte historique, dit Claude Grimal, a pesé sur la rédaction du livre. » Des critiques suggèrent que « les jeux odieux que font subir Huck et Tom à Jim, les mauvais traitements de villageois reproduiraient la situation politique et économique des Noirs dans les années 1880 : ces derniers n'avaient aucune possibilité de déterminer leur destin, aucun pouvoir de décision… »
Twain a aussi des raisons personnelles. Son dessein initial était d'évoquer une fois de plus l'âge d'or de l'enfance, son thème privilégié. Mais lui, qui condamne l'esclavage dans son livre, ne peut se dissimuler que ses parents ont possédé, puis pris en location des esclaves. Il dit à sa décharge et à celle de sa famille :

« Lorsque j'étais écolier, je n'avais aucune aversion pour l'esclavage. Je ne me doutais pas que cela pouvait être quelque chose de mal. Personne ne l'attaquait en ma présence ; les journaux locaux n'y trouvaient rien à redire ; le pasteur nous assurait que Dieu approuvait cette institution, qu'elle était sacrée et que ceux qui auraient eu quelques doutes pouvaient se référer à la Bible — et là-dessus on nous lisait les Textes pour bien nous convaincre. »

Twain se désespérera toujours de son inconséquence d'alors, de sa sottise, de son ignorance. La prise de conscience de Huck sert en quelque sorte à « racheter le péché d'indifférence » de l'auteur et de sa famille.

### Écriture
Mark Twain porte son projet huit années durant. Dès la parution des Aventures de Tom Sawyer en 1876, il envisage un nouveau roman « pour jeunes garçons ». Dans son esprit, ce ne sera rien d'autre qu'une suite de Tom Sawyer. Il le commence peu après. Au chapitre XVI, il « cale ». C'est le moment où Huck vient de demander pardon à Jim (chapitre XV) et où il commence à être torturé par sa conscience, qui lui reproche de ne pas faire « le bien », c'est-à-dire livrer Jim (chapitre XVI). Les difficultés de Twain viennent peut-être, suggère Claude Grimal, du fait qu'il ignore encore qu'il n'est pas en train d'écrire une suite de Tom Sawyer, qu'il n'est pas en train d'écrire un roman pour enfants.
Twain se détourne de son livre. Il y revient à diverses reprises, et s'en désintéresse à chaque fois. Enfin, en 1883, il y revient pour de bon. Il écrit « à une vitesse incroyable » 23 chapitres, procède à de nombreuses corrections sur l'ensemble du livre, et achève son travail,.

### Parution
« Cet homme, dit Claude Grimal, qui […] était déjà l'amuseur public de l'Amérique, mais peut-être pas encore sa conscience morale, publia Les Aventures de Huckleberry Finn, une œuvre dont il ne soupçonnait pas un seul instant qu'elle allait devenir un, sinon le classique américain. »

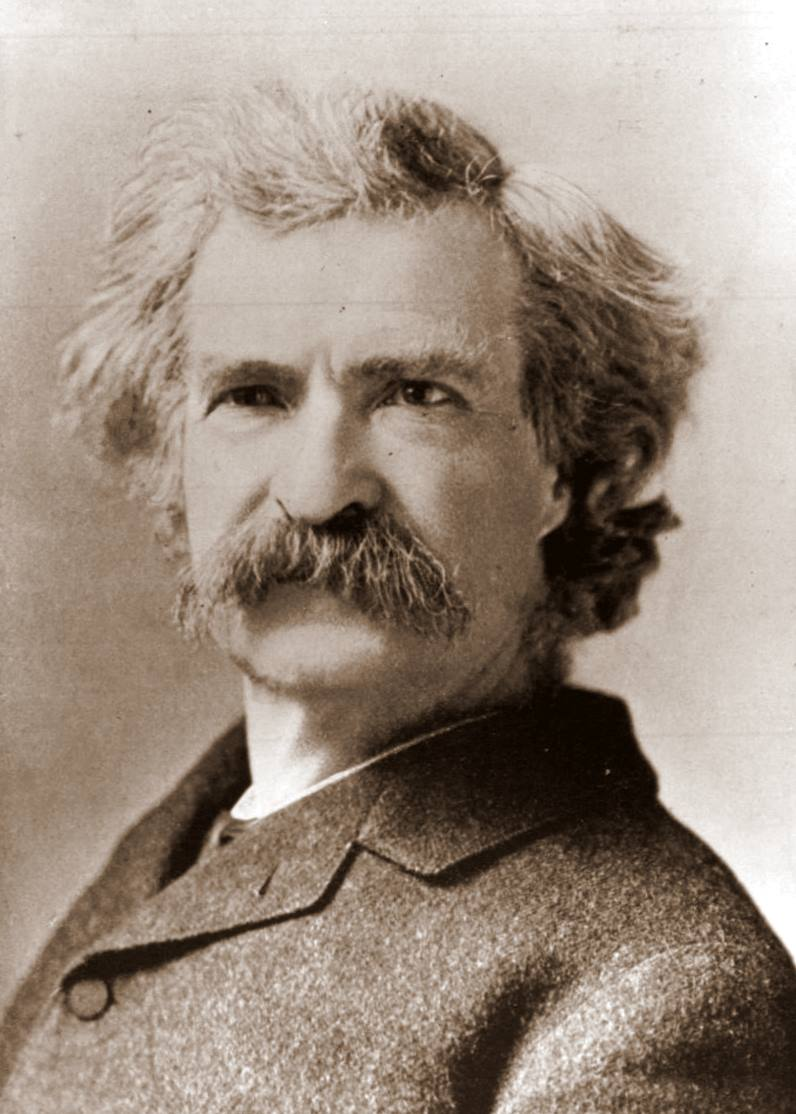
Mark Twain en 1884.

- Le livre paraît d'abord à Londres chez Chatto et Windus, le 4 décembre 1884, sous une couverture rouge et sous le titre The Adventures of Huckleberry Finn (Tom Sawyer's Comrade). Il est diffusé au Royaume-Uni et au Canada.
- L'édition américaine est retardée en raison de la dégradation malveillante d'une illustration[55]. Le livre paraît à New York chez Charles L. Webster, le 18 février 1885, sous une couverture verte et sous le titre Adventures of Huckleberry Finn (Tom Sawyer's Comrade)[56].

Les deux éditions sont illustrées par E. W. Kemble.

## Analyse

### Référence auxAventures de Tom Sawyer
On retrouve des personnages des Aventures de Tom Sawyer au début et à la fin de Huckleberry Finn, qui se présente comme une suite (le trésor découvert à la fin de Tom Sawyer suscite, au début de Huckleberry Finn, la convoitise du vieux Finn). Cependant, Tom Sawyer reste un roman du vert paradis de l'enfance, domaine préservé où l'on joue aux voleurs, aux pirates, aux chercheurs de trésor, où l'on vit dans le rêve. Le propos de Huckleberry Finn est autrement sombre. Son héros se frotte à la vraie vie, aux adultes civilisés tels qu'en eux-mêmes. C'est une inquiétante plongée dans les profondeurs de la nature humaine.
Tom, lorsqu'il reprend pied dans la réalité, s'en accommode fort bien. À l'inverse, le regard candide de Huck dénonce tout ce qu'on tente de lui imposer : « Il remet en cause la religion, les normes sociales et comportementales, et débusque les hypocrisies de ceux qui prétendent l’éduquer. »
On note d'ailleurs que Huckleberry Finn change de registre lorsque Tom entre en scène, en début et en fin de récit : cela sonne comme une récré, le ton se fait plus futile et léger.

### Langue
« Twain, dit Claude Grimal, détestait la langue des lettrés, dont il trouvait l'élégance et le raffinement creux et ridicule ; il voulait imaginer autre chose. » Son attention se porte d'une part sur le langage des enfants, simple et naturel, d'autre part sur les fanfaronnades du parler de la frontière ouest. Il va chercher à s'approcher du mieux qu'il peut du langage parlé.
L'entreprise a priori est promise à l'échec. « Le langage parlé est une chose, dit Twain, le langage écrit une autre […] Sitôt qu'on met le parler par écrit, on sait que ce n'était pas ça qu'on avait entendu ; on s'aperçoit qu'un immense je-ne-sais-quoi a disparu, qui en est toute l'âme… »
Dans Huckleberry Finn, il va donner à son style des tours familiers en modifiant l'orthographe, les mots, la syntaxe. Il restreint le vocabulaire, privilégie les mots courts, juxtapose sans mots de liaison. Mais il évite de le faire de manière systématique, pour éviter que le procédé ne ressorte. Et cette recherche de simplicité est contrebalancée par un travail sur les rythmes et sur les systèmes de variantes et de répétitions. Twain a recours aux mots rares ou inventés, aux régionalismes. Et son réalisme s'enrichit de mots au sens figuré.
Dans les dialogues, la langue varie selon les personnages. Twain avertit qu'il emploie dans le livre plusieurs dialectes : celui des Noirs du Missouri, la forme la plus extrême de celui des plus sauvages recoins du Sud-Ouest, la forme la plus courante de celui dit « comté de Pike », et quatre variantes de ce dernier.
André Bay souligne que Twain opère là « une véritable révolution dans la littérature américaine ». Les commentateurs en effet regardent Twain comme le créateur d'un style. Il sait tirer des dialectes de la vallée du Mississippi une forme littéraire qui va progressivement s'imposer face à l'anglais, pour devenir la prose américaine. Grâce à Twain, la littérature américaine cesse de n'être qu'un rameau de la littérature anglaise, elle existe enfin par elle-même.

« La peu commune puissance de séduction de Huckleberry Finn, dit Philippe Jaworski, si elle doit beaucoup à la figure de son héros éponyme, tient autant, et peut-être plus, à la qualité de la langue orale que Mark Twain fait entendre : la langue américaine de tous les jours, le parler des autochtones, qu’on ne trouvait ni chez Washington Irving, ni chez James Fenimore Cooper, ni chez Nathaniel Hawthorne. Cette fois, la rupture avec la prose bien policée héritée du Vieux Monde est consommée : l’Amérique parle sa langue en littérature ; un roman est, pour la première fois, écrit d’un bout à l’autre en américain. »

### Narrateur
Le narrateur n'est pas un adulte revivant des souvenirs de son enfance, comme dans David Copperfield, dans De grandes espérances ou dans L'Île au trésor. Huck raconte peu après les faits. C'est donc un enfant qui écrit. Pour la première fois, le narrateur est un enfant illettré, et qui s'exprime comme un enfant illettré, c'est-à-dire en langage familier, émancipé de toute bienséance littéraire, se permettant « fautes d’orthographe, solécismes, impropriétés et incorrections en tout genre […] savoureux négligé syntaxique […] approximations lexicales ».

### Poésie
Philippe Jaworski précise toutefois que l’expression orale de Huck « ne se réduit pas à ses incorrections. Si elle possède un tel pouvoir d’enchantement, c’est qu’elle n’est pas dissociable de son être — de la qualité de son regard sur les désordres. »
Le jeune narrateur parvient à mêler de façon subtile la poésie à la simplicité. Il en résulte un lyrisme familier qui est particulier au livre, fait d'authenticité, de charme et d'« effets poétiques puissants », particulièrement dans les descriptions du fleuve et de ses splendeurs diverses. Un exemple de communion avec le Mississippi est souvent cité par les commentateurs,. Ce sont les pages qui ouvrent le chapitre XIX, « une des plus belles descriptions lyriques d’un fleuve », selon Bernard Hœpffner.
« Not a sound anywheres – perfectly still – just like the whole wold was asleep, only sometimes the bullfrogs a-clattering, maybe. The first thing to see, looking away over the water, was a kind of dull line – that was the wood on t'other side – you couldn't make nothing else out; then a pale place in the sky; then more paleness, spreading around; then the river softened up, away off… »
« Pas un bruit — partout le silence ; on aurait dit que le monde tout entier dormait, excepté quand les grenouilles taureaux se mettaient à coasser. La première chose qu'on voyait en regardant au loin sur l'eau, c'était une espèce de ligne sombre : les bois de l'autre rive, on ne voyait rien d'autre ; puis, un coin pâle dans le ciel ; cette tache pâle s'élargissait ; une teinte un peu plus claire s'étendait sur le fleuve, loin là-bas… »
Pour Bernard Hœpffner, la puissance du livre vient « de la voix que nous entendons ; c’est la voix du garçon qui vit ce moment. » Et, même si Twain a « travaillé et retravaillé » son texte, « l’illusion que nous entendons une voix qui parle, une voix spontanée, est une part importante de cette illusion totale de la réalité ».
Huckleberry Finn reste cependant quelque chose d'unique dans l'œuvre de Twain. Dans les romans suivants, même dans ceux où Huck raconte (Tom Sawyer à l'étranger, Tom Sawyer détective), on ne retrouve pas le ton familier, la simplicité, la puissance poétique, l'authenticité, le charme de narration de Huckleberry Finn.

### Unité narrative
Le Mississippi, que les commentateurs assimilent à un personnage, affirme sa présence tout au long du livre, contribuant à l'unité du récit.
Avant Twain, quelques écrivains usent de l'expression orale : Walter Scott introduit dans la littérature le scots des Lowlands, Charles Dickens le cockney, George Sand le langage des paysans de la Creuse. Mais ils n'ont recours à ces parlers qu'à l'occasion, et uniquement dans les dialogues. Joel Chandler Harris, un ami de Twain, fait de même avec le dialecte des Noirs du Sud. Dans Tom Sawyer, les dialogues se permettent quelques tours familiers (« je sais pas » au lieu de « je ne sais pas), mais la narration reste conventionnelle. La nouveauté introduite dans Huckleberry Finn, le pari audacieux de Twain consiste à écrire non seulement les dialogues en langage parlé, mais aussi — grâce au choix du récit à la première personne — la narration. Les 438 pages du livre sont en langage parlé. Il en découle une structure bien plus solide,.
Tom Sawyer « n'a pas vraiment de trame narrative », dit Bernard Hœpffner. Huckleberry Finn tire son unité d'un vrai fil narratif, avec l'éveil de la conscience de Huck. Tout d'abord gamin aussi inconséquent qu'un Tom Sawyer, tout juste bon à faire des farces, il découvre l'horreur de l'esclavage et du racisme, il se métamorphose peu à peu en un moraliste lucide, capable de distinguer le bien du mal.

### Genre

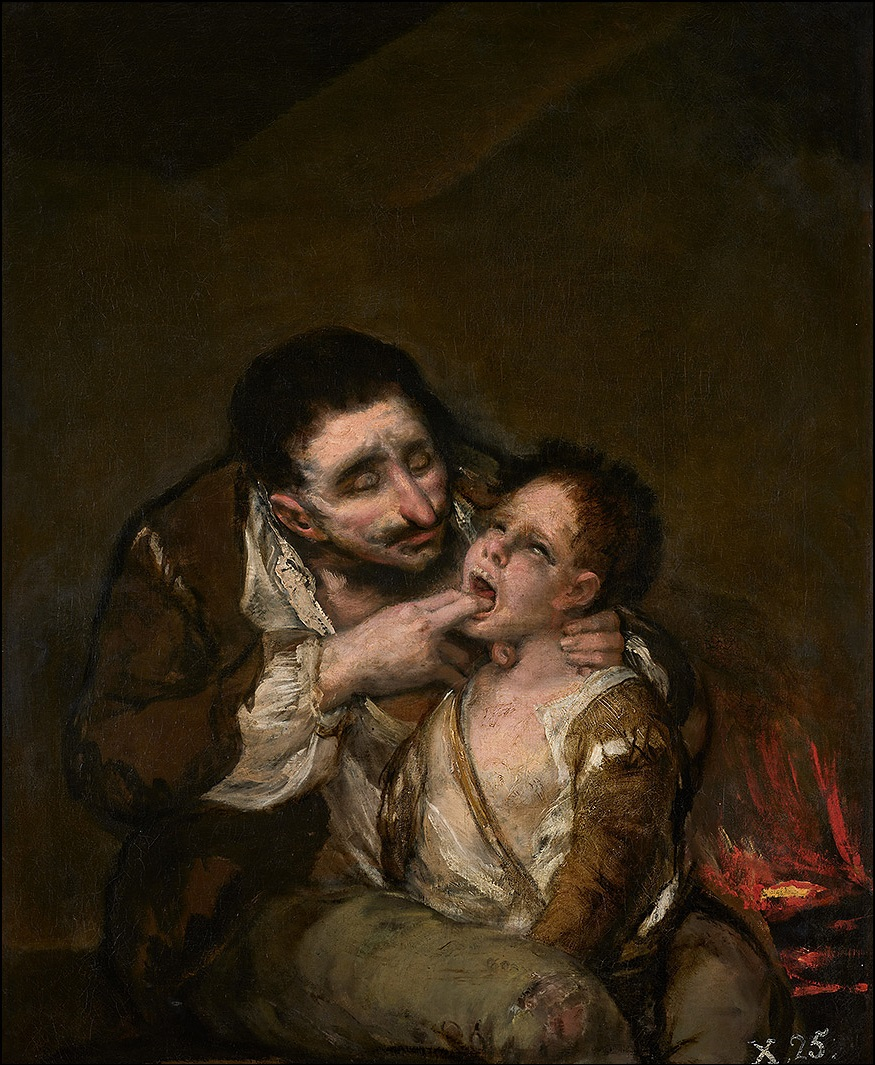
La Vie de Lazarillo de Tormes (1554) est considéré comme le premier roman picaresque. Ici, le maître aveugle sent l'haleine de Lazarillo, qu'il soupçonne de lui avoir dérobé une saucisse (chapitre II). Tableau de Goya.

Le roman de Twain présente bien des caractères le rapprochant du genre picaresque,…
- Le récit de Huck se dit autobiographique.
- Le narrateur est au plus bas de l'échelle sociale. Vagabond dont le père est une épave, Huck n'hésite pas à mentir, à chaparder, il est débrouillard, s'adapte à toutes les situations[77]. Il rejette les valeurs sociales.
- Huck semble condamné à rester un errant. Il tente bien à diverses reprises de s'intégrer dans la société, mais, soit volonté de sa part, soit force des circonstances, l'expérience tourne court[78]… Une veuve bienveillante l'adopte : Huck ne supporte pas cette vie étriquée. Un juge le rend à son père indigne qui, dans son délire, manque de le tuer : Huck préfère fuir. Une famille l'accueille avec affection : elle est exterminée.
- C'est un roman réaliste[58], de type régionaliste, bénéficiant de la connaissance intime que Twain a de son Sud natal[79]. La réalité est décrite sans complaisance. Si le propos est souvent drôle, le sordide et la violence sont bien présents.
- C'est un roman satirique (on établit parfois le parallèle avec Les Voyages de Gulliver[80],[81]). La structure itinérante du récit permet la rencontre de personnages représentantifs d'une catégorie sociale : deux bourgeoises rigides, un homme des bois, un esclave, des bandits, un riche propriétaire, etc. Le regard innocent de l'enfant jette une lumière crue sur les aberrations des hommes, sur leurs préjugés, leur cruauté, leur lâcheté, leur sottise, sur leur conduite absurde[81].
- Moraliste indigné (il a lu Voltaire)[82], Twain signe là un roman pessimiste. Son héros assiste au « triomphe de l'hypocrisie et du mensonge, parés des oripeaux de la vertu[83] ». Il va jusqu'à dire : « Il y avait vraiment de quoi avoir honte de l'espèce humaine[84]. » Twain ne s'attaque pas seulement au racisme et à l'esclavage. Il critique « sauvagement[85] » le système des castes et la vendetta, le lynchage, la violence de la population des petites villes, la religiosité toute formelle, le fondamentalisme, la crédulité, les camps de missionnaires[85]…

### Thèmes
Dans Huckleberry Finn, dit Claude Grimal, les conflits ne sont pas résolus, « parce que, dans la réalité, ils ne sauraient jamais l'être, parce que dans la vie ils ne cessent de se reformuler […] toujours autour de la question favorite de Twain : celle de la responsabilité morale, de ce qu'on doit à la société, à l'autre et à soi-même. Voilà pourquoi les contradictions qui gouvernent le livre sont à la fois agaçantes et fertiles. L'ampleur des problèmes évoqués par Huckleberry Finn a fait du livre un classique. »

#### Le bien et le mal
« Controversé, humoristique et complexe », le livre raconte l'histoire d'un enfant qui fuit la civilisation. Au fil de ses rencontres, il observe que le mal et le bien peuvent cohabiter étrangement dans la même personne civilisée. Plus précisément on dirait que, comme dans le mythe du bon sauvage, le bien relève de l'instinct de l'homme, et que la civilisation se charge d'introduire le mal : les deux personnages les moins éduqués, un vagabond et un esclave, sont les bons du livre ; tandis que le commerçant le plus distingué d'une ville s'en révèle le plus stupide criminel.
Le thème central du livre est donc le conflit qui s'opère dans Huck entre les préjugés nauséeux que lui ont inculqués les gens convenables (« le bien ») et la belle attitude que lui dicte un instinct très sûr (« le mal »). Dans ses notes de lecture, Twain estime qu'« un cœur qui bat est un guide plus sûr qu'une conscience mal formée ».
Car la morale des civilisés offre en fait une conception totalement inversée du bien et du mal. Ainsi, l'esclavage, sur quoi repose la société sudiste, est représenté comme le bien. Et la religion est appelée à la rescousse de cette inversion des valeurs. Dans le Sud, dit Twain, les gens emplis de sagesse, comme ceux emplis de bonté, comme ceux emplis de sainteté sont à cette époque « unanimement convaincus que l'esclavage est équitable, juste, sacré, la faveur insigne de Dieu, et une situation dont on doit se montrer chaque jour et chaque nuit reconnaissant ».
Si le livre brosse un tableau réaliste de la société sudiste avant la guerre de Sécession, s'il dénonce en particulier l'esclavage et le racisme, il contient surtout une réflexion de portée universelle sur la façon dont l'homme civilisé corrompt les notions de bien et de mal — et trompe son monde en se montrant par ailleurs « rudement gentil ».

#### La quête du père
Huck cherche manifestement un humain présentable, qu'il pourrait admirer et se donner pour modèle. Il ignore la mort de son père dégénéré. Ce qu'il comprend peu à peu, en revanche, c'est qu'il a trouvé en la noble personne de Jim un père digne de ce nom.

### Humour
En définissant dans Comment on raconte une histoire l'humour américain, Twain définit bien celui qu'il pratique dans Huckleberry Finn : « Aligner des incongruités et des absurdités, sans avoir l’air de s’en douter et sans paraître les croire telles. » Malgré la réalité effroyable qu'il dépeint, le livre n'est ni larmoyant ni glauque. L'humour réussit le tour de force d'alléger le propos en gardant à l'attaque toute sa vigueur. « La veine du roman, dit Claude Grimal, est bien ce pessimisme tragique traité sur un ton comique. »

## Accueil critique
Les Aventures de Huckleberry Finn suscite des controverses dès sa parution aux États-Unis. Si des voix enthousiastes n'hésitent pas à comparer le livre à ceux de Cervantès ou de Molière, certains critiques reprochent le manque de crédibilité du héros, son irrespect envers la religion, son déni de l'autorité des adultes. D'autres dénoncent comme vulgaire et grammaticalement incorrect le langage populaire de Huck. D'autres enfin déclarent ses aventures immorales, sacrilèges — inappropriées au lectorat enfantin. « Ramassis d'inepties destinées aux bas quartiers », Huckleberry Finn est retiré de plusieurs bibliothèques.
Après la mort de l'auteur, on juge plus sereinement, avec notamment les études de Van Wyck Brooks, de Stephen Leacock et de Sherwood Anderson. Pour T. S. Eliot et Léon Lemonnier, le livre est le chef-d'œuvre de Twain. L'avis d'Hemingway reste célèbre : « Toute la littérature américaine moderne vient d'un livre de Mark Twain intitulé Huckleberry Finn. Si vous le lisez, vous devez stopper quand le Nègre Jim est volé aux garçons. C'est la vraie fin. Le reste n'est que duperie. Mais c'est le meilleur livre que nous avons eu. Tous les écrits américains viennent de celui-là. Il n'y avait rien avant. Il n'y a rien eu d'aussi bon depuis. »
Pour autant, Huckleberry Finn n'en a pas fini avec les controverses. Vers 1950, les esprits s'échauffent à propos des derniers chapitres (que Tom Sawyer s'approprie en quelque sorte, s'ingéniant à piétiner le réalisme, le sérieux du récit). La querelle oppose Leo Marx (en), qui étrille ces derniers chapitres, à T. S. Eliot et à Lionel Trilling, qui les défendent. Il faut  noter que, malgré la rupture de ton qu'imposent au livre ces chapitres burlesques, on y trouve nombre d'attaques envers une mentalité esclavagiste décomplexée…
- L'oncle Silas est quelqu'un d'exemplaire. Prêcheur (il a bâti une petite chapelle au bout de sa plantation), il est aussi maître de l'école du dimanche. C'est un brave homme, bon et naïf, « rudement gentil », selon Huck[97]. Mais c'est lui qui a emprisonné Jim, en attendant que son maître vienne le chercher.
- Tante Sally est soulagée d'apprendre qu'il n'y a pas eu de « gens » blessés, seulement un Noir de tué[98].
- La vieille Mrs Hotchkiss veut mettre tous les esclaves de la plantation à la torture[99].
- Le médecin, « vieil homme à l'air bienveillant », dénonce Jim[100].
- Jim, qui a refusé de fuir pour pouvoir soigner Tom, est passé à tabac et jeté dans sa geôle, enchaîné[101].

Le livre est une charge implacable contre le racisme. Pourtant, dans les années 1970 et 1980, il est perçu par certains comme raciste lui-même, en raison notamment de l'emploi répété du mot nigger (« nègre »),,. Bo Pettersson se demande si ces attaques n'auraient pas des motifs différents de ceux invoqués : on reprocherait plutôt à Twain d'avoir dénoncé le soutien que la religion avait apporté à l'esclavage.
Selon l'American Library Association, Huckleberry Finn est le cinquième livre le plus souvent contesté pendant la décennie 1990. Il figure en 2002 et en 2006 dans les dix ouvrages le plus souvent contestés aux États-Unis. En 2008 et 2009, plusieurs demandes sont effectuées dans des écoles pour que Huckleberry Finn soit retiré du programme ou des bibliothèques scolaires.

« Tout dans Huckleberry Finn est sujet à controverse, dit Karen Bruneaud-Wheal : la langue utilisée, longtemps considérée comme substandard [vulgaire], les stéréotypes raciaux, l’utilisation de mots comme nigger, l’anti-norme et le subtil renversement des codes moraux. Pour Chadwick-Joshua, c’est là que réside la richesse du roman et sa modernité : il reste ouvert et polémique car il ne propose pas de réponses faciles, pas de lecture univoque ni de conclusions définitives […] Ce classique de la littérature américaine est loin d’être un chef-d’œuvre poussiéreux ou obsolète ; l’innovation stylistique magistrale de Twain en 1884 garde la même puissance d’évocation dans la société actuelle, comme le montrent les vives réactions qu’il suscite. »

Une enquête menée en 2007 auprès de 125 écrivains anglo-saxons, leur demandant de désigner dans le patrimoine littéraire mondial leur livre préféré, place Huckleberry Finn en cinquième position après Anna Karénine, Madame Bovary, Guerre et Paix et Lolita. Huckleberry Finn figure également parmi les 100 meilleurs livres de tous les temps selon le Cercle norvégien du livre, liste établie en 2002.

## Difficultés de traduire le livre
« Cette œuvre littéraire, dit Jean-Marc Gouanvic, s’est installée fermement parmi les classiques de la littérature mondiale, non à cause des solutions sociales qu’elle propose, mais à cause des questions qu’elle pose et à cause de la manière qu’elle a de les poser. La traduction et l’adaptation répercutent-elles ces questions en français ? Rien n’est moins sûr. Et surtout pas les adaptations abrégées pour jeunes dont on dispose aujourd’hui. »
Huckleberry Finn est mal connu du public français pour deux raisons principales. Tout d'abord, les adaptations pour la jeunesse trahissent parfois les intentions de l'auteur, ou bien suppriment des passages, ou les résument. Quant aux traductions pour adultes, elles proposent le texte intégral, mais éprouvent des difficultés à restituer « un trait essentiel du texte américain, celui-là même qui constitue sa nouveauté radicale » : les particularités de langage (ce que les linguistes appellent les sociolectes), notamment celles du narrateur Huck et celles de Jim.

### 1886. William Little Hughes
En 1886, paraît chez Hennuyer la première traduction en français, celle de William Little Hughes, destinée aux jeunes lecteurs : Les Aventures de Huck Finn : l'ami de Tom Sawyer. « Il s’agit d’une adaptation, dit Jean-Marc Gouanvic, où le traducteur manipule le texte de Twain considérablement (additions, omissions, transformations du parler des personnages…). » Judith Lavoie va jusqu’à parler de « sabotage » des intentions de l'auteur, « tant il est vrai, dit Christine Lombez, que la traduction de Hughes lamine le discours ironique et engagé inhérent à l’œuvre. » Les 43 chapitres sont ramenés à 34. Scènes et dialogues sont altérés de façon flagrante. L'intrigue est réorientée à diverses reprises. Le personnage de Jim est affadi. Toutes les allusions religieuses disparaissent. Les sociolectes sont lissés, restitués dans une langue correcte. Huck manie « avec virtuosité concordance des temps et imparfaits du subjonctif », il ne fait plus de fautes d'orthographe.

« La traduction de Hughes […] a neutralisé la force du procédé ironique qui est au cœur de l’efficacité de Huckleberry Finn, dit Judith Lavoie. D’une œuvre subversive, on passe en français à un livre réactionnaire, où l’esclavage est cautionné, où le personnage de Jim est réduit à un stéréotype ridicule, où Huck devient le porte-parole d’un système inégalitaire. Il convient en effet de rappeler les multiples ajouts, les coupes importantes, les déplacements signifiants qui convergent tous pour donner à lire une œuvre aux idées rétrogrades. »

De 1886 à 1948, cette version reste la seule traduction disponible en France. Elle va longtemps conforter les Français dans la piètre idée qu'ils se font du chef-d'œuvre de Twain. « Trahi de multiples façons par son premier traducteur, dit Claire Maniez, il est passé directement au statut de « classique pour la jeunesse », qui a figé l'œuvre dans l'idée préconçue qu'avait d'elle une partie du public. »
Un des exemples frappants de l'écart entre la traduction originale et celle de William Little Hughes est l'épilogue de la guerre entre les Grangerford et les Shepherdson qui se termine dans la traduction par un mariage entre Emmeline et Harney réconciliant les deux familles et la joie de Huck d'avoir mis fin à cette vendetta.

### 1948. Suzanne Nétillard
En 1948, paraît une nouvelle traduction, celle de Suzanne Nétillard. Il s'agit cette fois d'une version intégrale. Le texte n'est ni tronqué ni manipulé. Suzanne Nétillard cherche à reproduire l'oralité du texte original : pour ce qui concerne la narration de Huck, il ne s'agit encore que d'« essais timides », mais les dialogues sont bien plus réussis. Destinée d'abord à un public d'adultes, cette traduction est par la suite utilisée dans des collections pour la jeunesse.

### 1950. Yolande et René Surleau
En 1950, Huckleberry Finn est traduit et adapté par Yolande et René Surleau, qui renouent avec le conformisme de Hughes : épisodes violents supprimés, dialogues en français correct, subjonctif imparfait, passé simple, « ce qui enlève toute plausibilité à la narration de Huck ». L'illusion romanesque créée par Twain est détruite. Car c'est la parole de Huck « qui d’emblée fait pénétrer avec brio le lecteur dans la fiction et crée cette adhésion au texte. C’est par sa parole que sont transmises ses angoisses devant la mort, sa solitude, mais aussi ses joies et son amitié pour Jim et pour Tom Sawyer. »

### 1960. André Bay
En 1960, André Bay réussit, mieux que Suzanne Nétillard, à rendre son oralité à la voix narrative de Huck. Mais il se montre plus académique dans les dialogues, par exemple en ne dotant pas Jim d'une diction particulière.

### 2008. Bernard Hœpffner
En 2008, Bernard Hœpffner, « décidé à faire revivre cette œuvre majeure, la sortir du carcan de la littérature jeunesse, à rendre hommage à l’innovation linguistique de son auteur », prend le parti de ne pas édulcorer le texte. Il « fait preuve de la même inventivité que Twain, en recourant aux néologismes et aux mots-valises et en n’hésitant pas à malmener le français standard afin de rendre compte du caractère oral et familier qui caractérise la voix de l’adolescent qu’est Huck ». L'ambitieux travail d'Hœpffner est salué avec respect par Corinne Wecksteen et Karen Bruneaud-Wheal. Cette dernière regrette cependant que les trouvailles stylistiques, si ingénieuses soient-elles, brisent l'unité de ton qui règne sur le texte de Twain, imposent une lecture « qui ne va pas de soi ». Elles peuvent arrêter le lecteur à la « surface des mots », le faire sortir de « l'illusion de vérité ».
On voit que, même chez les traducteurs les mieux intentionnés, d'importantes difficultés se font jour. « Si ce roman est tenu pour un grand classique de la littérature américaine, observe Jean-Marc Gouanvic, c’est bien parce qu’il est le premier à imposer la langue vernaculaire dans la narration d’un roman. Et cette langue parlée différenciée en divers sociolectes est précisément la pierre d’achoppement de toute traduction ou adaptation. »

### 2009. Freddy Michalski
La traduction de Freddy Michalski paraît un an après celle d'Hœpffner, qui a capté l'attention des médias et des universitaires, et monopolisé les éloges. Celle de Michalski s'en trouve « complètement ignorée, si ce n'est totalement éclipsée ». Seul le malencontreux hasard de calendrier est cause de ce désintérêt, car la nouvelle traduction n'est pas dépourvue de qualités. 
Michalski a un profil et une exigence proches de celle d'Hœpffner. Rompus à la traduction en langage parlé, les deux hommes réinventent de façon vivante le style de Twain. Ils se montrent créatifs, prennent des libertés avec l'orthographe et par conséquent avec la phonologie, pour faire mieux entendre les intonations enfantines. Michalski va même plus loin qu'Hœpffner dans cette voie. Il suit le texte de Twain d'une façon moins littérale. Traducteur spécialisé dans le roman noir, il brille par son aisance dans l'oralité, ne répugnant ni à la négation tronquée ni au terme familier. Tout comme Hœpffner, il évite de recourir aux notes de bas de page, ayant déclaré en interview que les notes s'immiscent dans la communion entre l'auteur et le lecteur, tout en parasitant la fluidité de lecture.

### 2015. Philippe Jaworski
En 2015, Philippe Jaworski n'est pas seulement chargé d'une nouvelle traduction, mais aussi du paratexte. Il ne s'agit plus ici d'une édition destinée au grand public, où la seule force du texte se charge d'envoûter le lecteur. Il s'agit d'une publication érudite, dans la collection « Bibliothèque de la Pléiade ». Selon Ronald Jenn et Véronique Channaut, l'intérêt du travail de Jaworski réside précisément dans son appareil critique très nourri, apte à satisfaire chercheurs et étudiants. Sa traduction quant à elle souffre de cette approche savante, si on la compare à celles d'Hœpffner et de Michalski. La possibilité de recourir aux notes pour signaler les audaces du texte original amène Jaworski à se montrer, dans la traduction, un peu moins créatif que ses deux prédécesseurs. La syntaxe est plus conventionnelle, il y a moins de termes familiers, les dialogues sont dans un registre plus soutenu. Le « vous » remplace plus souvent le « tu ». Surtout, comme dans la traduction d'André Bay, Jim vouvoie Huck, qui le tutoie. Ce fâcheux rapport inégalitaire abolit la relation de père à fils qui s'est instaurée entre les deux personnages.
Dans le texte de Twain, Jim s'exprime à la façon d'un esclave du Missouri. Là encore, Jaworski atténue les procédés employés par Hœpffner et Michalski. On ne perçoit plus guère la différence entre le parler de Jim et celui de Huck : les personnages du livre, en règle générale, ont tendance à s'exprimer tous de la même manière, on n'est plus dans la polyphonie de sociolectes voulue par Twain.

## Traductions

### Adaptations pour la jeunesse

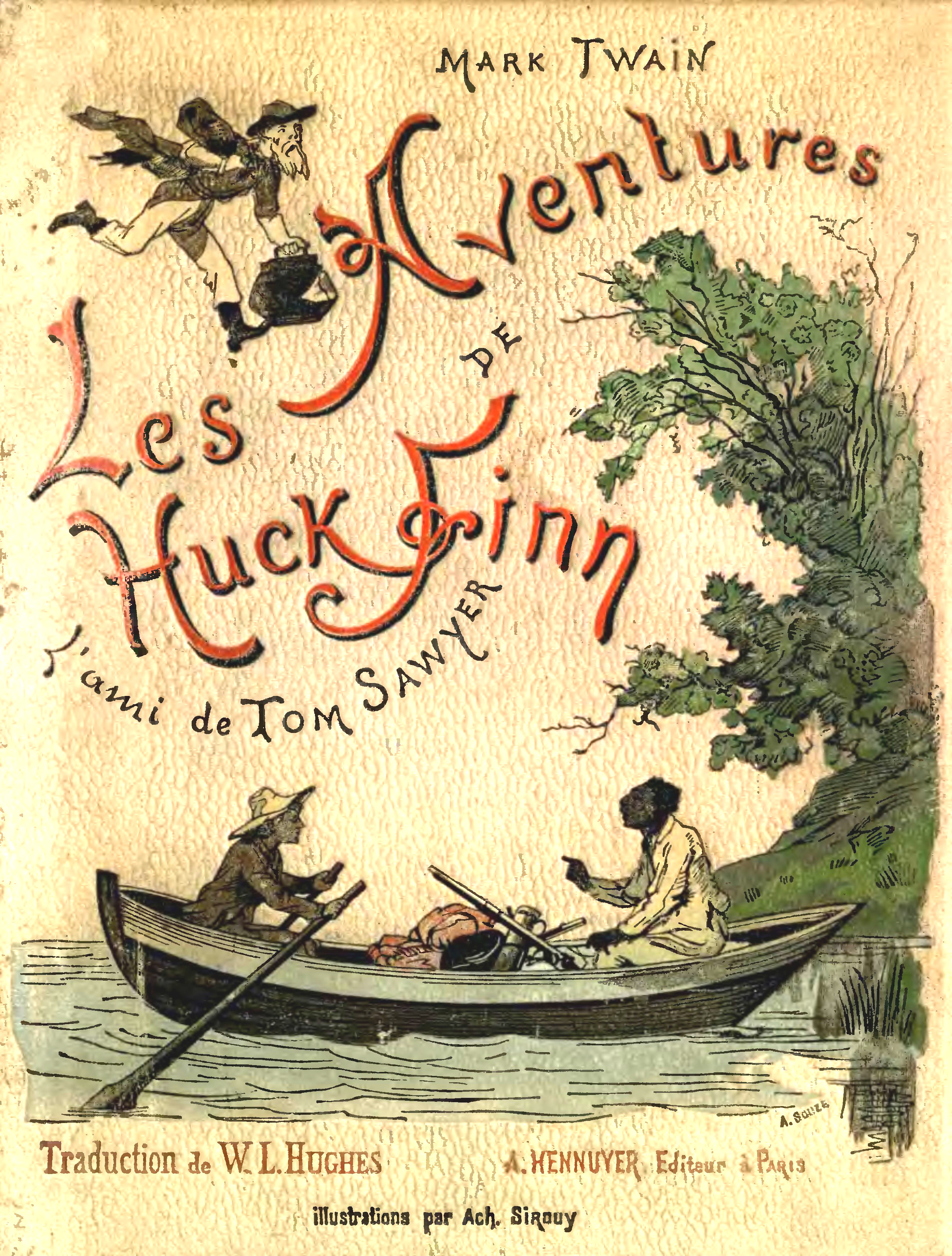
Couverture de la première édition française (1886). Adaptation de William Little Hughes.

- Les Aventures de Huck Finn : l'ami de Tom Sawyer, traduit et adapté par William Little Hughes, coll. « Bibliothèque nouvelle de la jeunesse », Paris, Alexandre Hennuyer, 1886[135]. Première édition française. Adaptée à partir de l'édition de Londres[136]. Illustrée par Achille Sirouy, couverture polychrome d'Auguste Souze[137].
- Les Aventures de Huck Finn : l'ami de Tom Sawyer, traduit par William Little Hughes, illustrations Jean Hée, préface Frédéric de Paemelaere, coll. « La joie de nos enfants », Paris, Les Arts et le Livre, 1926.
- Les Aventures de Huck Finn, traduit par Yolande et René Surleau, coll. « Charme des jeunes », Strasbourg, Istra, 1950.
- Les Aventures de Huck Finn, traduit par Yolande et René Surleau, coll. « Bibliothèque verte », Paris, Hachette, 1951. Version sensiblement différente de celle d'Istra[138].
- Les Aventures d'Huckleberry Finn, traduit par Suzanne Nétillard, coll. « Club des jeunes amis du livre », Paris, Compagnie des libraires et éditeurs associés, 1960.
- Les Aventures de Huckleberry Finn, traduit par Lucienne Molitor, dans Les Aventures de Tom Sawyer et Huckleberry Finn, coll. « Marabout géant », Verviers, Gérard, 1963.
- Les Aventures de Huckleberry Finn, traduit par André Bay, coll. « Les classiques de la jeunesse », Évreux, Le Cercle du bibliophile, 1970[139].
- Les Aventures d'Huckleberry Finn, traduit par Suzanne Nétillard, coll. « Prélude », Paris, La Farandole, 1973.
- Les Aventures de Huckleberry Finn, texte intégral, traduit par Jean La Gravière, coll. « Rouge et or-Spirale », Paris, G.P., 1979.
- Hukleberry [sic] Finn, traduit par Claire Laury, coll. « Club 10/15 », Paris, Lito 1979.
- Huckelberry [sic] Finn, traduit et adapté par Hélène Costes, coll. « Lecture et loisir », Neuilly-sur-Seine, Dargaud-Jeunesse, 1980.
- Les Aventures d'Huckleberry Finn, traduit par Suzanne Nétillard, coll. « Folio junior », Paris, Gallimard, 1982.

### Éditions pour adultes, texte intégral
- Les Aventures de Huckleberry Finn, traduit par Richard Walter, Genève, Meyer, 1945.
- Les Aventures d'Huckleberry Finn, traduit par Suzanne Nétillard, coll. « Chefs-d'œuvre d'hier et d'autrefois », Paris, Hier et Aujourd'hui, 1948.
- Les Aventures d'Huckleberry Finn, traduit par Suzanne Nétillard, Paris, Les Éditeurs français réunis, 1960.
- Les Aventures d'Huckleberry Finn, traduit par André Bay, illustrations E. W. Kemble, Paris, Le livre club du libraire, 1960.
- Les Aventures d'Huckleberry Finn, traduit par André Bay, Paris, Stock, 1961.
- « Les Aventures d'Huckleberry Finn, l'ami de Tom Sawyer », dans Mark Twain, Œuvres (trad. André Bay), Paris, Laffont, coll. « Bouquins », 1990.
- Les Aventures de Huckleberry Finn (trad. André Bay, préf. Claude Grimal), Paris, Flammarion, coll. « GF-Flammarion », 1994.
- Aventures de Huckleberry Finn : le camarade de Tom Sawyer, traduit par Bernard Hœpffner, Auch, Tristram, 2008.
- Les Aventures de Huckleberry Finn : le camarade de Tom Sawyer, traduit par Freddy Michalski, coll. « Fictions et fantaisies », Paris, L'Œil d'or, 2009.
- Aventures de Huckleberry Finn, traduit par Philippe Jaworski, dans Mark Twain, Œuvres, coll. « Bibliothèque de la Pléiade », no 604, Paris, Gallimard, 2015, p. 859-1250.

## Adaptations visuelles

### Cinéma
« L'image forte de l'enfant et du fleuve créée dans Huckleberry Finn, dit Claude Grimal en 1994, a constamment été affadie par une iconographie et une filmographie sentimentales […] Aucun des films s'inspirant de Huckleberry Finn n'est très satisfaisant. » Grimal précise que celui de Stephen Sommers (1993) « choisit le registre de la terreur et de la violence […] mais n'échappe pas pour autant à la mièvrerie ».

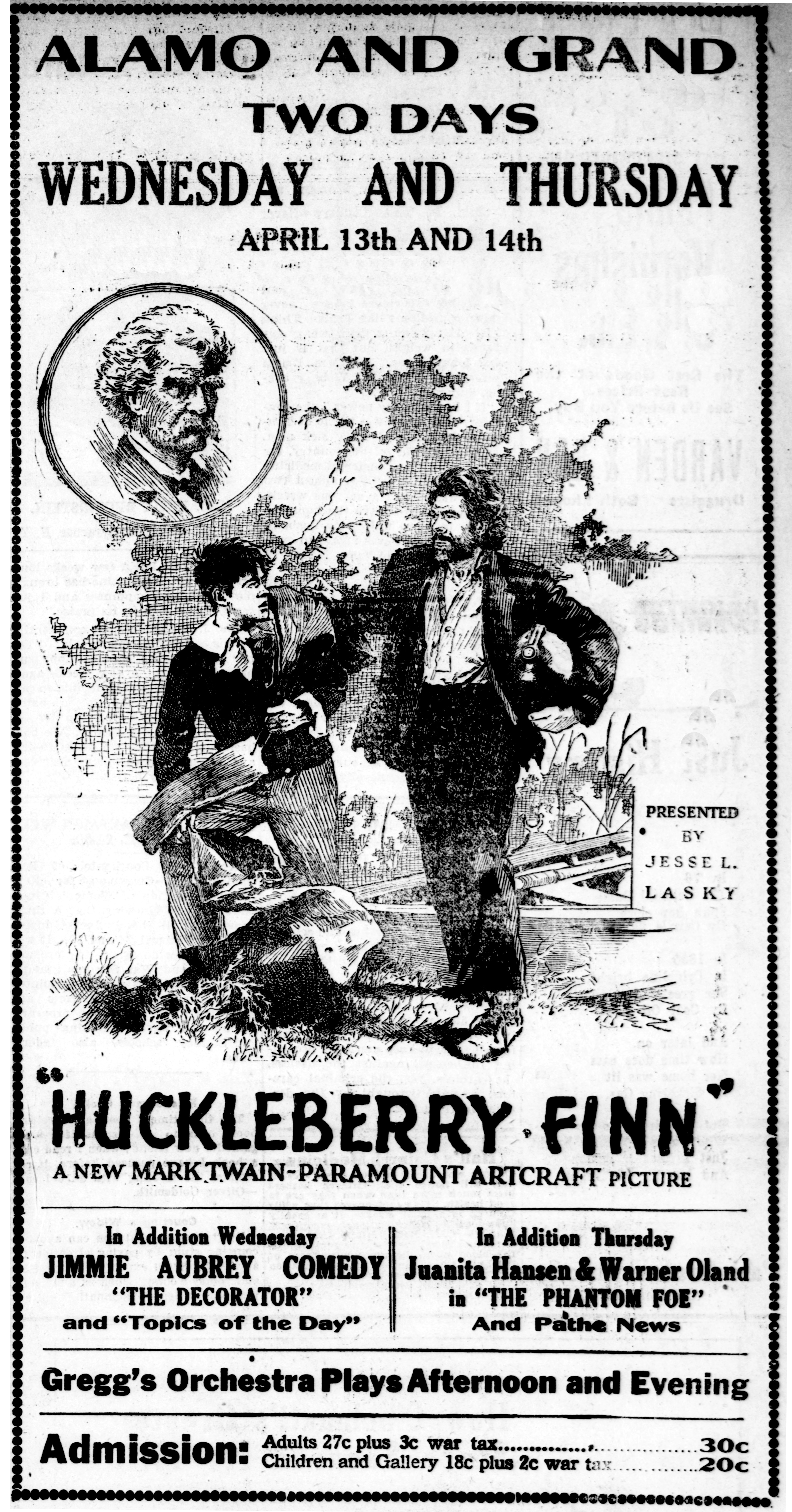
Affiche du film de William Desmond Taylor (1920).

- 1920 : Huckleberry Finn, film muet américain, réalisé par William Desmond Taylor, avec Lewis Sargent.
- 1931 : Huckleberry Finn, film américain réalisé par Norman Taurog, avec Junior Durkin.
- 1939 : Les Aventures d'Huckleberry Finn (The Adventures of Huckleberry Finn), film américain, réalisé par Richard Thorpe, avec Mickey Rooney[18].
- 1960 : Les Aventuriers du fleuve (The Adventures of Huckleberry Finn), film américain réalisé par Michael Curtiz, avec Eddie Hodges[141].
- 1973 : Le Garçon perdu, film russe, réalisé par Gueorgui Danielia
- 1974 : Huckleberry Finn, film américain réalisé par J. Lee Thompson, avec Jeff East.
- 1993 : Les Aventures de Huckleberry Finn (The Adventures of Huck Finn), film américain réalisé par Stephen Sommers et produit par Disney, avec Elijah Wood.
- 2012 : Les Aventures de Huck Finn (de) (Die Abenteuer des Huck Finn), film allemand réalisé par Hermine Huntgeburth, avec Leon Seidel.

### Télévision
- 1955 : Adventures of Huckleberry Finn, téléfilm américain de Herbert B. Swope junior, avec Charles Taylor[142]. Bobby Hyatt y incarne Tom Sawyer. C'est le premier téléfilm de la saison 2 de l'anthologie Climax! Au générique de fin, en lieu et place de « Mark Twain », il est indiqué « Based on the novel by Samuel L. Clemens », vrai nom de Mark Twain.
- 1967 : Les Aventures de Huckleberry Finn, téléfilm français de Marcel Cravenne, adaptation et dialogues de Claude Santelli, avec Martin Lartigue.
- 1968 : Les Aventures de Tom Sawyer (de), de Wolfgang Liebeneiner, série télévisée germano-franco-roumaine, interprétée par Roland Demongeot (de) et Marc di Napoli. Malgré le titre, la série en treize épisodes croise une adaptation des deux romans de Mark Twain, Les Aventures de Tom Sawyer et Les Aventures de Huckleberry Finn. Les derniers épisodes, d'où est pratiquement absent Tom Sawyer, appartiennent ainsi au deuxième roman : les retrouvailles de Huck avec son père, le sauvetage de Jim. Et, même dans les premiers épisodes, quelques extraits du second roman ont été insérés dans la trame des péripéties du premier où apparaissent Joe l'Indien (le prétendu pardon d'un traître dans un bateau, le discours sur la lâcheté des lyncheurs) et Muff Potter (la tentative de libération de l'accusé par les deux enfants recherchés par des chiens amis).
- 1968 : Les Aventures imaginaires de Huckleberry Finn (The New Adventures of Huckleberry Finn), série télévisée américaine en vingt épisodes, produite par Hanna-Barbera, mélangeant scènes d'animation et prises de vues réelles.
- 1976 : Les Aventures de Huckleberry Finn (en), série d'animation japonaise de 26 épisodes de 25 minutes, réalisée par le studio Group Tac[143].
- 1979 : Les Aventures de Tom Sawyer et de Huckleberry Finn (en), version en langue française de la série germano-canadienne en 26 épisodes Huckleberry Finn and his Friends[144].
- 1981 : Les Aventures de Tom Sawyer et Huckleberry Finn (Priklutcheniya Toma Soïera i Gueklberri Finna), téléfilm soviétique en trois parties de Stanislav Govoroukhine, avec Vladislav Galkine dans le rôle de Huckleberry Finn[145].
- 1981 : The Adventures of Huckleberry Finn, téléfilm américain, réalisé par Jack B. Hively, avec Kurt Ida[146].
- 1984 : The Adventures of Huckleberry Finn, téléfilm d'animation australien[147].
- 1986 : Adventures of Huckleberry Finn, téléfilm américain de Peter H. Hunt, avec Patrick Day et Samm-Art Williams[148].

### Bande dessinée
- Les Aventures de Huckleberry Finn de Mark Twain, scén. Jean-David Morvan et Frédérique Voulyzé, dessin et coul. Séverine Lefebvre, 2 vol., coll. « Ex-Libris », Paris, Delcourt, 2011-2013.
- Les Aventures de Huckleberry Finn, texte Antonio Tettamanti d'après Mark Twain, dessin Lorenzo Mattotti, coul. Céline Puthier, coll. « Fétiche », Paris, Gallimard, 2011.
- Huck Finn, scénario et dessin Olivia Vieweg, Grenoble-Boulogne-Billancourt, Glénat, 2016 ((de) Huck Finn, Berlin, Suhrkamp Verlag, 2013), adaptation du roman à l'époque moderne.

## Œuvres dérivées
En 2024, l'auteur afro-américian Percival Everett publie James, roman qui revisite Les aventures de Huckleberry Finn en donnat la parole à James (surnommé Jim), l'esclave noir en fuite. Sa traduction en français paraîtra le 22 août 2025.